# Bitva u Marenga

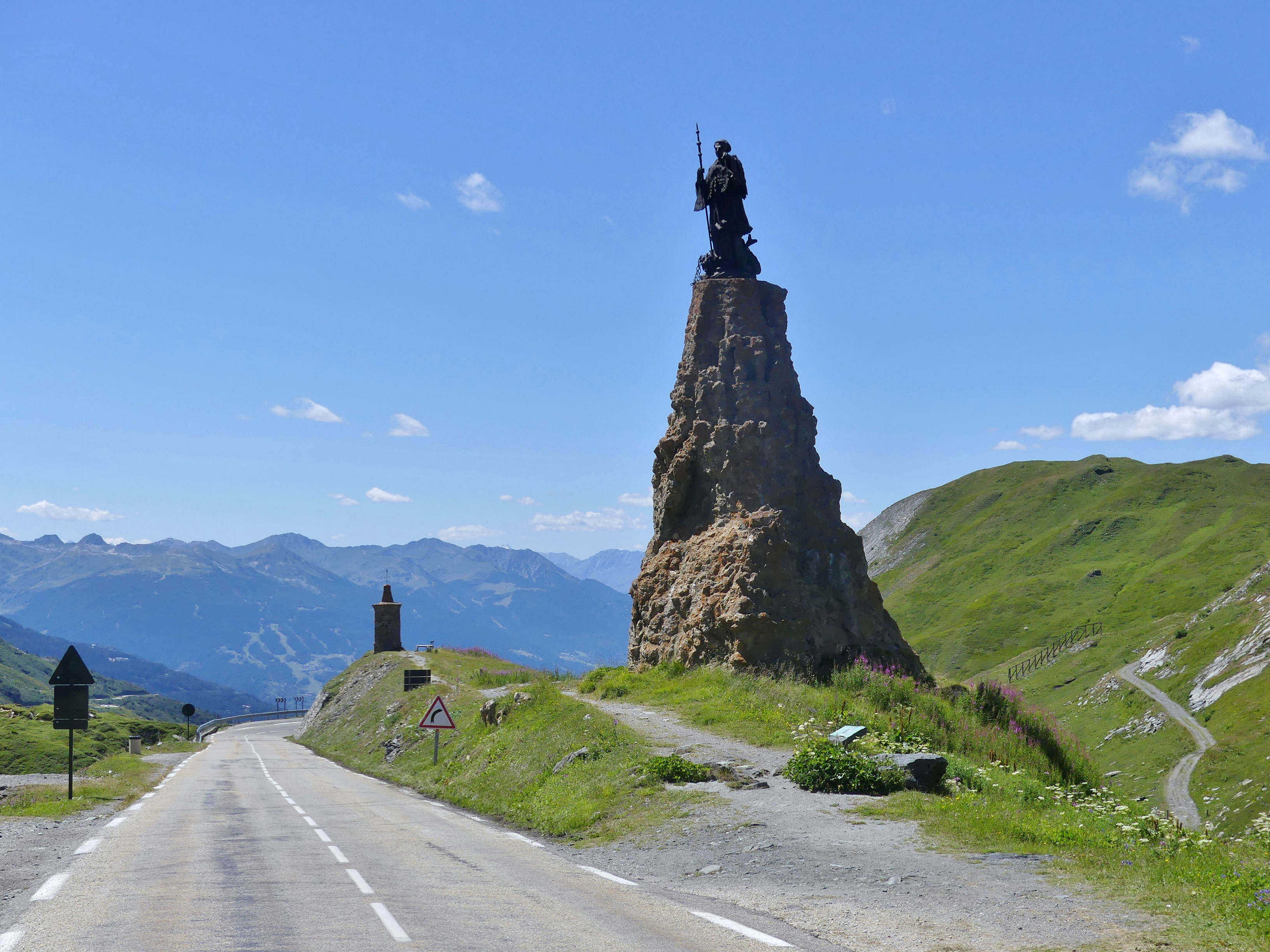
Průsmyk Velký svatý Bernard, kterým Napoleonova Záložní armáda vpadla Rakušanům do týlu (dnešní podoba)

Bitva u Marenga byla jednou z hlavních bitev v rámci války druhé koalice. Tato koalice byla vytvořena hlavně Habsburskou monarchií, Ruskem a Velkou Británií a byla namířena proti Francii. Bitva proběhla dne 14. června 1800 u obce Marengo v blízkosti města Alessandria v severozápadní Itálii, asi 90 km jihozápadně od Milána. Francouzská armáda pod velením Napoleona Bonaparta se v ní ocitla na prahu naprosté porážky, ale díky příchodu posil zvrátila bitvu ve svůj prospěch. Bitva se stala klíčovou v rámci italské fáze války druhé koalice (souběžně probíhaly operace na Rýně pod velením generála Moreaua) a rozhodujícím způsobem přispěla k uzavření dočasného příměří, které se na začátku roku 1801 rozšířilo v mír v Lunéville.

## Události před vpádem do Itálie
Bitva byla součástí takzvané války druhé koalice v letech 1798–1801. Proti Francii stála koalice, tvořená hlavně Rakouskem, Ruskem a Velkou Británií, dále také Osmanskou říší, Portugalskem a Neapolským královstvím. Koaliční armáda pod velením ruského generála Alexandra Suvorova byla v severní Itálii úspěšná, obsadila Milán a zrušila Cisalpinskou republiku, loutkový stát založený Napoleonem při předchozím italském tažení.
V květnu 1798 se Napoleon vydal do Egypta, kde se mu podařilo porazit jak oddíly egyptských mamlúků v bitvě u Gízy, tak osmanská vojska táhnoucí z území dnešního Izraele na pomoc. Přesto se jeho situace rapidně zhoršila, protože 1. srpna bylo francouzské loďstvo v bitvě u Abukiru poraženo, čímž jeho armáda ztratila možnost návratu do vlasti. Napoleon armádu opustil a vrátil se do Paříže, přičemž se 9. listopadu 1799 stal Prvním konzulem republiky, po známém převratu 18. brumairu (francouzský kalendář se tehdy počítal od data začátku Velké francouzské revoluce). Svrhl direktorium a ustanovil se jedním ze tří konzulů, přičemž však jeho pravomoci byly zdaleka rozsáhlejší než ty náležící zbývajícím dvěma.
Zatímco se Napoleon snažil konsolidovat moc ve Francii, kde ještě dohořívaly roajalistické bojůvky (příznivci předcházející bourbonské dynastie pokračovali v odporu v oblasti Bretaně), zahájila rakouská Lombardská armáda pod velením generála jezdectva Michaela Melase úder na francouzské síly v oblasti Janovské riviéry. Zdejší Italská armáda, vedená generálem Massénou, se nacházela v úzkostlivé situaci, jelikož dostávala málo prostředků a mnoho mužů z ní v průběhu předchozích měsíců dezertovalo. Morálka byla nízká a z Francie žádná pomoc nepřicházela. Jediným Massénovým štěstím bylo to, že jeho dva podřízení, generálové Suchet a Soult, patřili k výkvětu francouzského důstojnického sboru (v budoucnu se stali oba maršály) a jejich schopnosti mu notně pomohly ve zdržení rakouského útoku.
Generál jezdectva Melas měl v plánu Massénu rozdrtit v oblasti Janova, načež by se vypravil do Francie a z jihu táhl na Paříž. Boj se však nevyvíjel podle rakouských představ. 4. dubna byly zahájeny první rakouské přesuny, kdy se jádro armády přesunulo do oblasti kolem Janova a v několika kolonách zahájilo postup. Rakouské síly čítaly dohromady na severu Itálie 120 000 mužů, na samotný úder si jich Melas vyčlenil 62 000. Masséna mohl odpočatým rakouským vojákům vzdorovat svoji 40 tisícovou demoralizovanou armádou, z nichž bylo s trochu štěstí bojeschopných 30 000 mužů. Prvotní rakouský nápor skončil úspěchem a dne 21. dubna byly francouzské síly definitivně rozděleny na dvě části – levoboční pod velením generála Sucheta se postupně stahovala směrem k Francii, kde obsadila obrannou linii na řece Var a stala se z ní Varská armáda, zatímco pravá kolona francouzských jednotek, pod velením Soulta a se samotným vrchním velitelem Massénou, zůstala uvězněná v okolí Janova, kde začalo obléhání.
Zatímco Masséna a jeho armáda zůstali uvězněni v Janově, sestavil Napoleon v Dijonu Záložní armádu. Neměla jasně stanovený úkol, jelikož Napoleon si nebyl jist, jestli nebude chtít podpořit generála Moreaua, který zahájil dne 25. dubna 1800 útok se svou Rýnskou armádou na pozice rakouských jednotek Paula Kraye, barona von Krajowy, jehož úkolem bylo původně Francouze napadnout. Moreau si však počínal rychleji a jeho jednotky zatlačily rakouské síly do defenzivy. Vzhledem k tomu, že se Napoleon o toto válčiště tím pádem již nemusel zajímat, rozhodl se 50 tisícovou Záložní armádu nasměrovat na italské válčiště, přechodem přes Alpy. Kvůli momentu překvapení se po dlouhém uvažování rozhodl pro průchod švýcarským průsmykem Velkého svatého Bernarda, přičemž bočními průsmyky Malého svatého Bernarda, Simplonu, Svatého Gottharda a Splügenu měly projít pouze menší jednotky a později sbor generála Monceye, který měl za povinnost odeslat z německého válčiště Moreau, jakmile si bude jist, že má situaci pevně pod kontrolou.

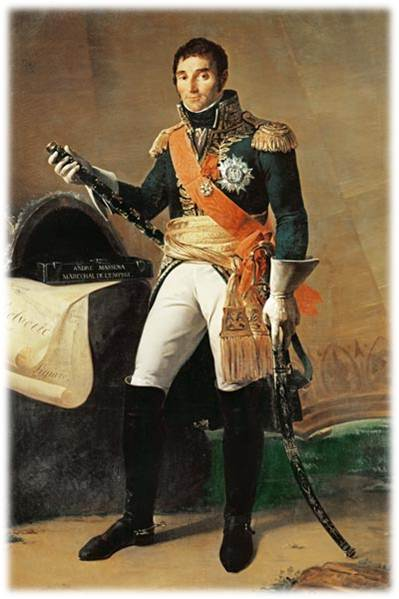
André Masséna, velitel jednotek zdržujících Rakušany po dobu dvou měsíců

Jednotky soustředěné kolem Dijonu se na začátku května přemístily do oblasti Ženevského jezera na území tehdejší vazalské Helvetské republiky. Všechny přípravy trvaly k Napoleonově nelibosti o něco déle než se očekávalo, jelikož armáda byla špatně vystrojená i vyzbrojená, a Napoleon si zrovna v tomto ohledu při starosti o vojáky nejvíce zakládal. I když se Napoleon snažil přípravy k vpádu do Itálie všemožně urychlit (už kvůli momentu překvapení), Lannesův předvoj vyrazil do průsmyku až 13. května. Během toho, co se konzulova armáda chystala, Masséna a jeho síly v Janově procházely peklem. Generálovi zůstalo posledních 12 000 mužů v zuboženém stavu, které rozdělil pod velení generálů Gazana (levé křídlo obrany) a Miollise (pravé křídlo). Jeho jediným štěstím bylo to, že Janov byl velmi dobře uzpůsoben k obraně a hory v jeho blízkosti byly doslova posety pevnostmi a pevnůstkami. Michael Melas podnikl na obranu několik útoků, nakonec však usoudil že vázat celou Lombardskou armádu u města je zbytečné a s 30 000 muži odtáhl na západ za podmaršálkem Elsnitzem, který už tehdy stíhal Suchetovu Varskou armádu. Obléhání města převzal podmaršálek Karl Ott von Bátorkéz. Ani ten však Janovské obránce nezdolával tolik jako hlad a nemoci. V přeplněném městě, které cítilo velkou zášť vůči Francouzům, byli postupně zabíjeni koně, krysy, nakonec trhány traviny na lukách a dle některých pramenů došlo i k pár případům kanibalismu. 14. května byly francouzské jednotky tak zesláblé, že ukončily veškeré ofenzivní výpady a spokojily se s pasivní rolí. Následovalo kompletní uzavření už tak skoro zablokované námořní trasy, o což se postaral britský admirál Keith se svou eskadrou. Od toho dne se už do města nedostaly žádné potraviny. Masséna, který věděl jak jeho muži trpí, však mermomocí prodlužoval obléhání, protože věděl že tím dává Napoleonovi čas přejít skrz Alpy a vpadnout Rakušanům do týlu. Když Masséna pochopil, že Záložní armáda jeho vojáky před úplnou dezorganizací nevyprostí, rozhodl se 4. června kapitulovat. I přesto však vyjednal podmínky, jako kdyby vyhrál. V kapitulační listině nebylo slovo kapitulace přítomno ani jednou, místo něj byl použit výraz evakuace. Trosky toho, co představovalo Italskou armádu, dostaly volný odchod z města, plně vyzbrojené a se všemi poctami, dokonce bez obvyklé doložky zakazující účast v dalších bojích. Zároveň Masséna skrz blufy a vyhrožování dosáhl neutrality Janova, jakožto i celé Ligurie. Rakušané se už nutně potřebovali Massény zbavit, a tak bylo v podvečer 4. června podepsáno „Ujednání o evakuaci Janova pravým křídlem francouzské armády“, načež zdánlivě neporažení ubožáci, kteří ani zdaleka už nepřipomínali vojáky, vypochodovali z města směrem na západ. Masséna svůj úkol splnil na výtečnou – tou dobou už konzulovy jednotky operovaly v týlu Melasovy armády a generál Suchet se svými jednotkami zle dotíral na ustupujícího Elsnitze.
Napoleonova Záložní armáda se vydala na cestu skrz Alpy v následujícím složení: Předvoj generála Lannese (Watrinova divize – 9089 mužů, 18 děl), I. sbor generála Duhesma (divize Boudet a Loison, 14 223 mužů, 16 děl), II. sbor generála Victora (divize Chabran a Chambarlhac, 14 572 mužů, 10 děl), záložní jezdectvo pod velením generála Murata (divize d’Harville a samostatná brigáda Duvigneau, 2372 jezdců), Italská legie vedená generálem Lecchim (2600 mužů) a konzulská garda s jezdectvem, dohromady 1160 mužů. Ne všechny jednotky procházely skrz hlavní směr, průsmykem Velkého svatého Bernarda, některé se vydaly postranními průsmyky, aby zahnaly tamější rakouské jednotky – všechny síly se měly postupně soustředit v rovině na severozápadě Itálie, na sever od Turína. Výstup byl zahájen jednotkami Lannesova předvoje, které se začaly k hospicu, jenž stál na vrcholu průsmyku, po půlnoci dne 14. května. Stoupání bylo opravdu náročné, vojáci museli táhnout děla místo přivedených koní, jezdecké jednotky se nahoru nemohly dostat prakticky vůbec, a Lannesovi pěšáci ztráceli velmi brzy odhodlání. Nakonec však úspěšně dorazili na vrchol, kde se o ně postarali mniši z hospicu. Odpočinek však neměl dlouhého trvání a Lannes, který usoudil, že se jezdectva již nedočká, zahájil 16. května s pěší části svého předvoje a pouhými 4 děly sestup na italskou stranu. Ještě téhož dne napadly jeho oddíly první vesnici na italské straně, Saint-Rémy, kde zahnaly hrstku chorvatských hraničářů (rakouské jednotky). Tím začal vpád Záložní armády do Itálie.

## Záložní armáda v Melasově týlu

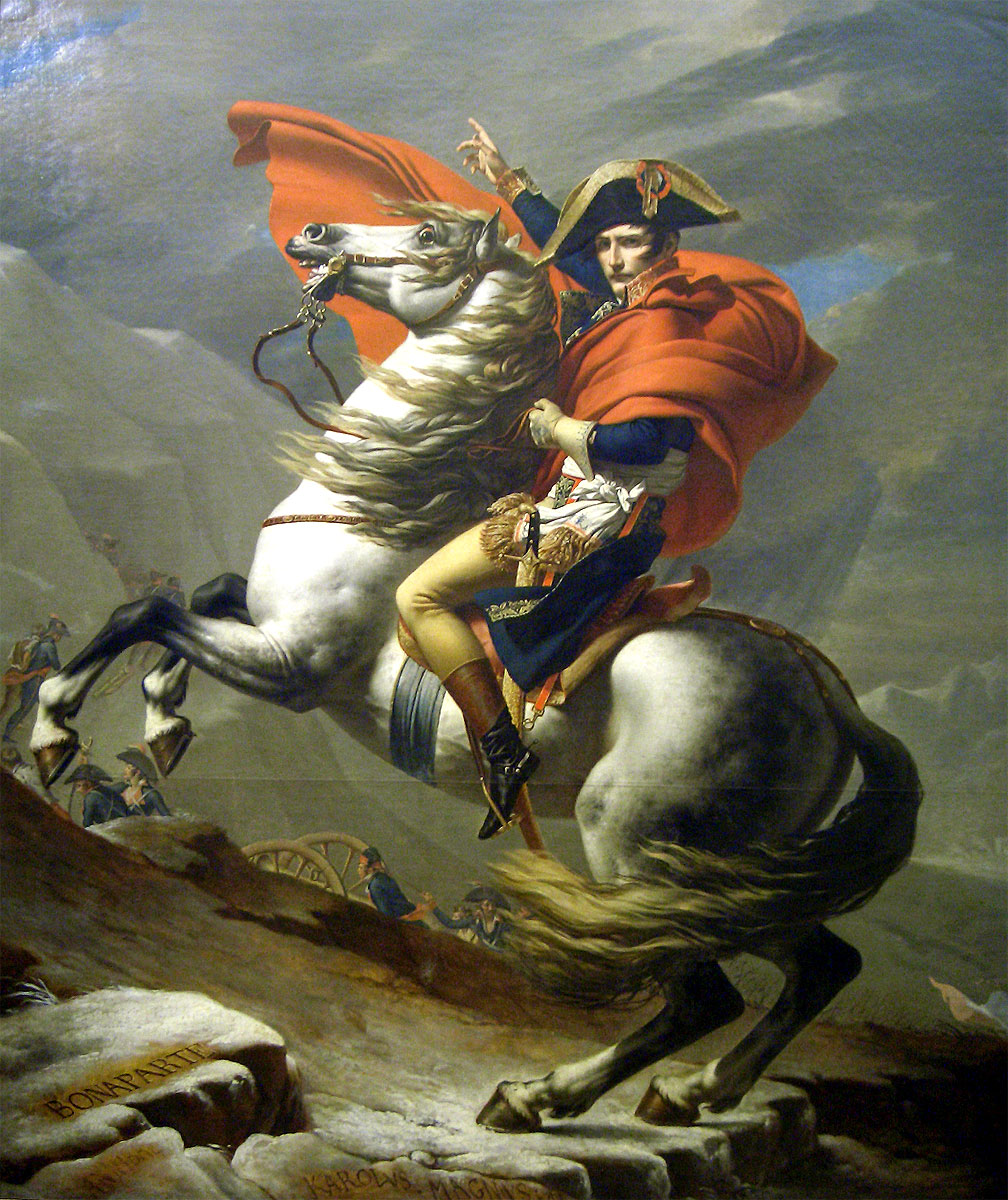
Napoleon přechází Alpy (představa malíře Davida, odporující realitě ve všech směrech)

Napoleonovým cílem bylo dobytí městečka Ivrea, které otvíralo klíč k vstupu do Pádské nížiny. Tímto úkolem pověřil právě svůj předvoj, který se marně snažili dohnat jezdci generála Rivauda, k němu přidělení. Mezitím začal přes Velký svatý Bernard stoupat hlavní proud Záložní armády, přičemž Napoleon se vydal na pochod v pozdější skupině, ne na koni, jak ho zvěčnil známý francouzský malíř David, ale na obyčejném oslovi. Výstup jádra armády nebyl nepodobný výstupu předvoje. Vojáci táhli děla a jejich lafety, všichni pochodovali v naprostém tichu, aby neutrhli lavinu, a prokřehlí a vyčerpaní postupně přicházeli k hospicu na vrcholu. Hlavní část armády prošla průsmykem 19. května 1800, Napoleon sám května dvacátého. Celkově přešlo hory 50 011 mužů, 10 377 koní, 750 mul, 76 děl a 103 povozů. Při přechodu zemřelo pouze 5 vojáků, přičemž jeden na mrtvici, a 34 koní, což byl z tehdejšího i dnešního pohledu veliký úspěch. 21. května už pochodovaly hlavní francouzské síly údolím řeky Aosty, zatímco generála Lannese zastavila pevnost Bard pod velením kapitána Josepha von Bernkopfa.
Mezitím co Francouzi relativně rychle překračovali Alpy, Rakušané neměli o jejich pochodu ani tušení. Podmaršálek Kaim, který velel vojskům v průsmycích z Turína, nepodnikl žádné iniciativní operace a dá se říci, že štáb pod velením Antona Zacha doslova tápal ve tmě. Jisté zprávy se k němu sice o Záložní armádě dostaly, nikdo si ale nehodlal připustit, že je vojsko určené pro italské válčiště. V rakouských představách měla část armády být vyslaná na německou frontu, a zbytek měl potlačit roajalistické povstání v Lyonu. Aby si však velící Kaim pokryl všechny možné výstupy ze Švýcarska, zablokoval hrstkami jednotek každý přístup. Tím rozdrobil svoje síly a umožnil francouzským silám ještě jednodušší průchod. Nebyla to však zcela jeho chyba, jelikož z rakouského štábu žádné pokyny pro případ francouzského útoku nepřišly.

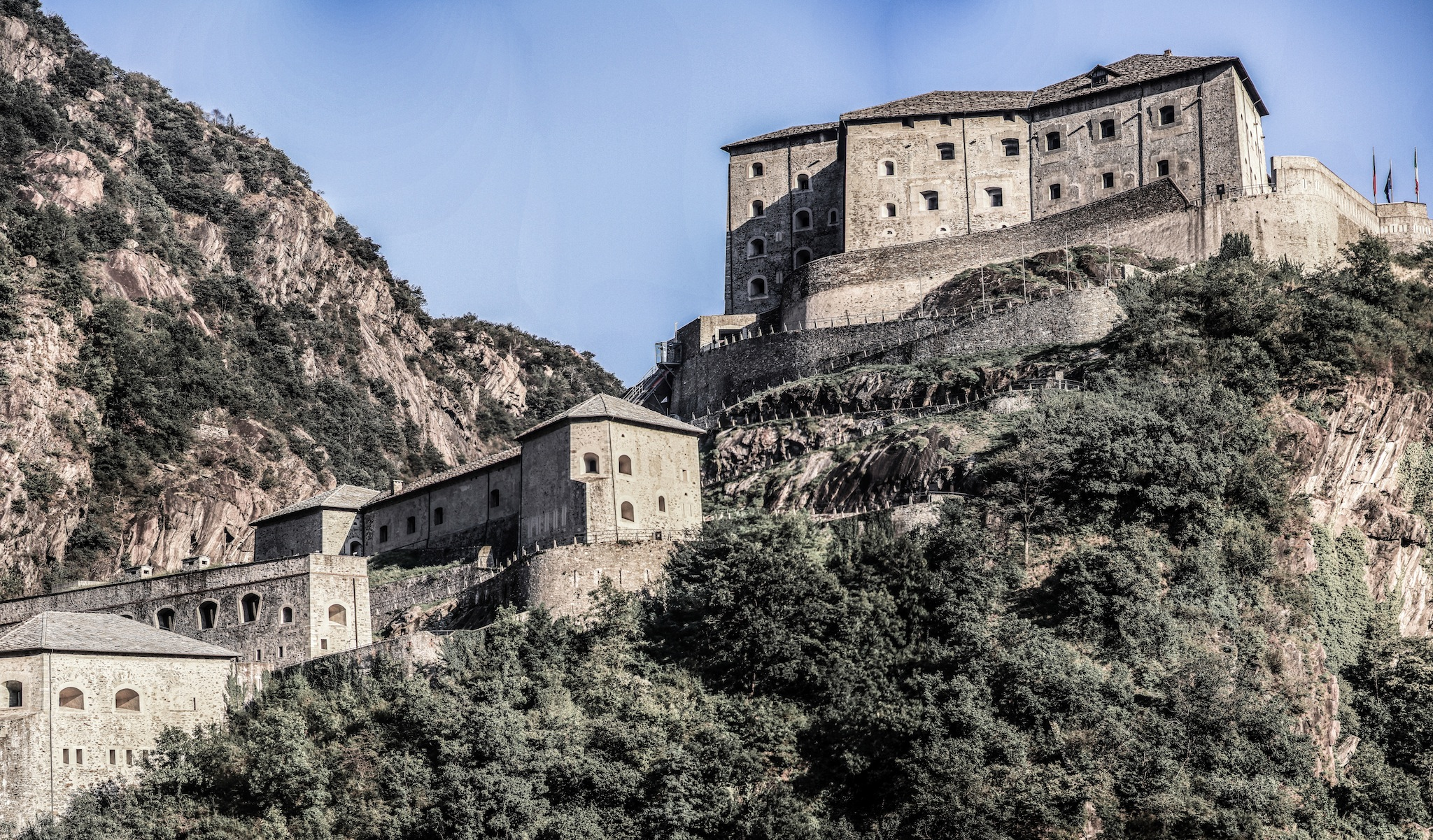
Pevnost Bard, která zablokovala francouzský postup (nynější vzhled)

Rakušanům, kteří byli naprosto neinformováni a zaskočeni, umožnila aspoň částečnou reakci posádka pevnosti Bard. Francouzské průzkumy s touto překážkou vůbec nepočítaly, a generál Lannes 19. května šokovaně zjistil, že pouhých 150 mužů v pevnosti může zablokovat celou Záložní armádu. Snažil se pevnost ostřelovat dvěma kanóny ze čtyř co měl, ale o ty rychle přišel, protože pevnost měla vlastní artilerie požehnaně, a její dělostřelci už byli zastřílení (tj. znali dostřel svých děl a potřebné úhly k palbě z pevnosti). Napoleon posílal Lannesovi rozhořčené dopisy, protože nemohl pochopit, jak 6 000 mužů předvoje může blokovat nějaká „pevnůstka“. Lannes se nakonec pevnost zkusil obejít, ale zjistil, že terén ze všech stran je pro vojska a obzvláště jezdectvo s artilerií neprostupný. 22. až 23. května začali vojáci předvoje zasypávat blízké rokle, aby existovala aspoň nějaká možnost přechodu kolem vzdorujícího bodu. Lannes nakonec ztratil trpělivost, a jelikož jeho útok na Ivreu, klíčové město, byl pro tažení nepostradatelný, podařilo se mu tajně projít pod příkrovem noci pod hradbami pevnosti a ošemetné dobývání přenechal jádru Záložní armády, pro které se pevnost skutečně stala těžkým oříškem.
Po Lannesovi, který se doslova prosmýkl směrem na Ivreu, dorazil i Napoleon s celou silou svého vojska. Hned po příchodu pochopil, proč je pevnost bráněná patnácti desítkami mužů tak nezdolatelná, přesto však nařídil generální útok. Ten skončil jako většina útoků z dnů předchozích, tj. neúspěchem. Napoleon nakonec vydal rozkaz obejít pevnost přes nedávno zpevněné rokle, ovšem generál Marmont, velitel dělostřelectva, jasně zamítl jakýkoliv pokus o přejití těchto roklí se svým dělostřeleckým parkem. Záložní armáda dělostřelectvo opustila (s výjimkou Chabranovy divize, složené z nováčků, která do Itálie přešla přes Malý Svatobernardský průsmyk), přičemž Marmont se pokusil svoje jednotky rovněž propašovat pod příkrovem tmy, jako to udělal Lannes. Ze začátku měl štěstí a první noc se mu podařilo protáhnout šest děl (24. května 1800) a následují noc čtyři. To však bylo vše – rakouské hlídky bděly a víc děl přepravit nedovolily, což byla do budoucna pro potřeby tažení velká ztráta. Dělostřelectvo i s Marmontem zůstalo u pevnosti uvězněné až do té doby, než se její posádka z rozkazu podmaršálka Kaima vzdala, což se stalo 2. června, a i její velitel von Bernkopf mohl se svou hrstkou odejít se stejnými poctami, jakých se dostalo stejně ztrápenému Massénovi ve stejnou dobu v Janově.

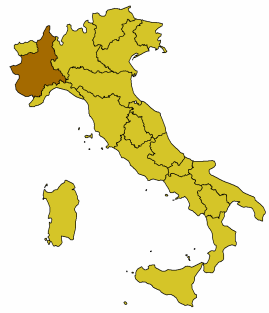
Oblast Sardinsko-piemontského království, Napoleonem přetvořená na Cisalpinskou republiku

Generál jezdectva Melas a podmaršálek Kaim pochopili až příliš pozdě, co se kolem nich děje. Když Melas obdržel 24. května zprávu z pevnosti Bard o francouzském obchvatu a postupu na Ivreu, začalo mu být jasné, v jak špatné situaci se nachází. Okamžitě rozkázal návrat podmaršálka Elsnitze, který pořád bojoval na Varu na francouzské hranici s generálem Suchetem, a začal stahovat směrem k Turínu všechny jednotky, které mohl postrádat. Tehdy pochopil, proč se Masséna drží v Janově tak urputně, a vydal pokyn donutit ho ke kapitulaci za každou cenu, protože síly podmaršálka Otta von Bartokéze které vázal, mu mohly být cennou posilou. Pro Rakušany ale už bylo pozdě, protože bleskový předvoj Jeana Lannese obsadil 24. června (ve stejný den, kdy jádro armády obešlo pevnost Bard) svůj cíl, Ivreu, kde navíc získal 10 (nebo 15, zdroje se liší) kanónů, které pro něj byly nepostradatelné. Zároveň ho konečně dohnali jezdci Oliviera Rivauda a on zahájil s celým svým uskupením bez jakýchkoliv odkladů pochod na Turín. V následné bitvě u Chiusella, kde se jeho oddíly střetly s vojsky podmaršálka Hadika, vypudil Rakušany z údolí stejnojmenné řeky, byť za to zatratil vyššími ztrátami než nepřítel (250–300 vlastních oproti 115 rakouským). Napoleon, který bitvu viděl na vlastní oči, ještě téhož večera, 26. května 1800, zasedl s generálem Berthierem (nominální velitel armády, jelikož konzul z hlediska francouzských zákonů armádu vést nemohl, nasazení Berthiera byla však pouhá zástěrka – každý věděl, že armádě velí Napoleon) a svým švagrem Muratem, načež zvážil svoje možnosti. Mohl postupovat směrem na Turín, zmocnit se ho, a vydat se vyprostit Massénovu armádu, nebo se mohl stočit na východ, obsadit Milán a přerušit Melasovi komunikační linie. Napoleon nakonec chladnokrevně "zazdil" Massénovu armádu, a celé francouzské uskupení se stočilo směrem na Milán, přičemž v náporu na Turín pokračoval jen Lannes, který tak měl vytvářet falešné zdání útoku na toto město.
Z Napoleonovy strany se jednalo o vabank, jelikož jeho dělostřelectvo kromě několika ukořistěných kusů disponovalo pouze osmi hlavněmi, což bylo opravdu nedostačující. Jednotky rozdělil do dvou kolon, jednu svěřil generálu Duhesnemu a druhou generálu Muratovi. Celý postup kryla zleva Italská legie generála Lecchiho, která zatlačila u Varalla v krátké šarvátce rakouských 600 mužů knížete de Rohan. To se stalo 28. května 1800 – během té doby Napoleon rozmlouval s vojáky a dodával jim svými typickými motivačními proslovy povzbuzení. Jednotky Murata a Duhesmeho se tak vydaly ještě týž den na pochod, zatímco generálovi jezdectva Melasovi se konečně podařilo u Turína shromáždit aspoň 18 000 mužů. V té době už tušil že francouzské jednotky přešly přes průsmyk Velkého svatého Bernarda, ale neměl nejmenší ponětí, že táhnou na Milán, jelikož ho velmi zdařile mátl generál Lannes se svým předvojem. Zůstal proto ve městě a o nějaké útočné operace či posílení Milána se ani v nejmenším nepokoušel. Oba francouzští generálové, Duhesme i Murat, mezitím pořádali závody v tom, kdo dřív k Milánu dorazí. Vzápětí však oba zastavil tok řeky Ticino, kterou bylo nutno násilně přejít. Dne 31. května se o to pokusil Murat, který velel severnější koloně, a vyhnal jednotky generála Loudona (v Česku dodnes proslavený pod tvarem jména Laudon) z vesnice Turbigo, ve které se odehrál bezdůvodný masakr civilistů, který byl však samozřejmě ve francouzských bulletinech (několikastránkové noviny, propagandisticky laděné, popisující operace armád) zamlčen. Jižní kolona provedla přechod u obce Boffalora, kde Duhesme porazil v malé potyčce podmaršálka Josepha von Vukassoviche. Vukassovich, velící celému rakouskému uskupení v síle 7500 mužů v okolí Milána usoudil, že město je nehájitelné, a ustoupil s celou silou směrem na jihozápad, přičemž nechal pouze posádku v městské citadele (ta se vzdala až po bitvě u Marenga). Tou dobou už Francouzům směrovaly posily redislokované z německého válčiště, sbor generála Monceye, který v síle 15 000 mužů snadno při přechodech hor porazil „směšných“ 8 batalionů generálmajora Dedoviche, jenž se dal na ústup taky. Při takové koncentraci sil už Rakušané považovali Milán za ztracený a nechali ho napospas Francouzům. Do města vjel první generál Murat, 2. června 1800, následován o několik hodin později Napoleonem. Ten se na vjezd vskutku pořádně "vyparádil", nasadil nejlepší uniformu, a byl připraven na triumfální příjezd, ale po cestě zmokl a Miláňanů se sešlo pomálu, přičemž konzulovi složili takové ovace, že rudnul zlostí nad jejich lhostejností. V dalším bulletinu ovšem vyšla vyfabulovaná zpráva o velkolepém příjezdu a osvobození Piemontu (část Itálie kolem Turína a Milána) od rakouských okupantů (v realitě se Francouzi jako okupanti chovali mnohem hůře než Rakušané, kteří byli dosti benevolentní). V Miláně Napoleon spočinul v náručí operní pěvkyně Giuseppiny Grasiniové, se kterou prožil krátký románek – přímo v posteli s ní mu ráno 7. června 1800 přinesl sekretář zprávu o již dříve zmíněné kapitulaci generála Massény. Byť André Masséna dokázal nemožné, Napoleon stejně běsnil, jelikož se tím Rakušanům přisunovaly z jihu síly podmaršálka Otta von Bartokéze, celkem 20 000 mužů. Konzul musel jednat, a to hned. Začala fáze tažení, jejíž manévrovací aspekt dovedl konzulovu armádu k bitvě u Marenga.

## Od Milána k Marengu

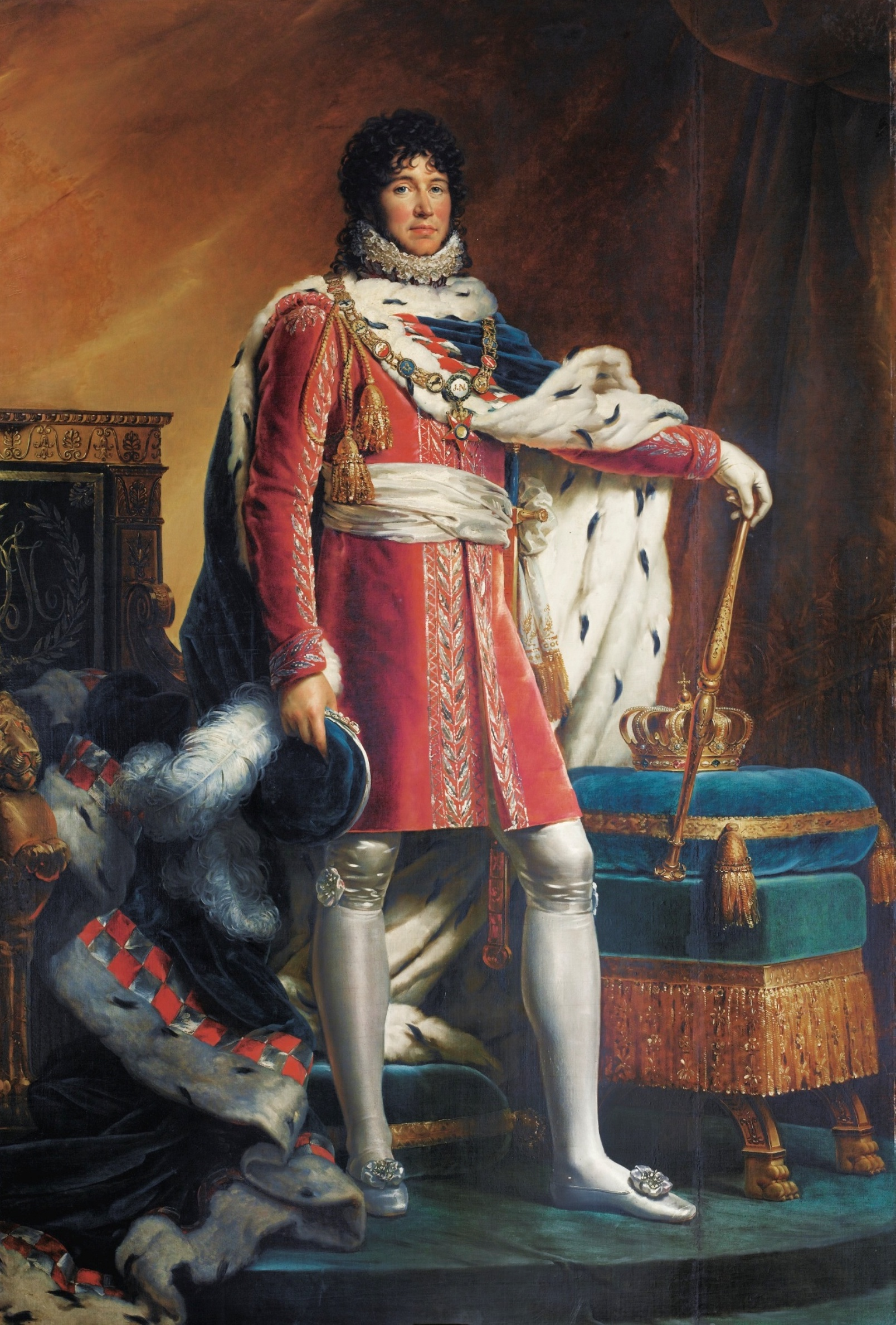
Generál Murat, velitel útoku na Piacenzu, už v pozdějším vyobrazení jako král Neapolska

Na rakouské straně s kapitulací Janova přišlo období soustředění sil. Michael Melas k sobě již 31. května 1800 povolal podmaršálka Elsnitze, který mu měl přivést 17 000 mužů od řeky Var. Podmaršálek Ott od Janova sebral svých 15 000 mužů a vydal se rovněž na sever. Ve městě zůstalo pouhých 5 000 mužů okupační posádky pod velením podmaršálka prince Hohenzollern-Hechingena, kteří se měli později přesunout na sever (k tomu nakonec nedošlo, jelikož panovaly obavy, že se město pokusí dobýt generál Suchet, jehož Varská armáda se už spojila s Massénovými zbytky). Jako cíl soustředění bylo stanoveno město Alessandria, východně od Turína, protože Melas už samozřejmě prohlédl Napoleonův záměr, a pochopil, že mu první konzul postupně odstřihuje zásobovací linii. Rozhodl se proto vytvořit novou, vedoucí skrz Alessandrii přes město Piacenza do rakouské pevnosti Mantova. Linie vedla po pravé straně řeky Pád, tj. na její jižní straně, přičemž řeka v tu chvíli rozdělovala nepřátelská vojska – Francouzi stáli na severním břehu, Rakušané na jižním. Melasův plán byl sice logický (vypracoval ho spolu s náčelníkem štábu Antonem Zachem, jedním z nejschopnějších plánovačů v rakouských důstojnických kádrech), ovšem fungoval pouze na papíře. V Piacenze, která měla být doslova uzlem nové trasy, a ležela přímo u řeky Pád, v době vydání nových rozkazů sídlilo pouze 400 vojáků druhého sledu. Rozkazy byly chrleny v průběhu celého posledního květnového dne a jejich výsledkem bylo, že se k Piacenze začal bleskovým tempem přesouvat z vesnice Stradella jednotka podmaršálka Andrease O’Reillyho, dvě kolony podmaršálka Otta a záložní dělostřelectvo. V Alessandrii se mezitím soustředily divize pod přímým velením Melase, podmaršálků Kaima a Hadika, které k městu dorazily 11. června 1800.

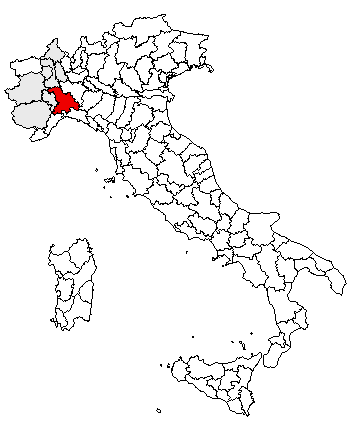
Alessandrijský region, místo rakouského soustředění

V průběhu první červnových dní, kdy Rakušané prováděli tyto koncentrace sil a veškeré vojsko Záložní armády bylo usazené v Miláně, provedl generál Lannes z rozkazu Napoleona další manévr. Nechal u Turína stát pouze 3 600 vojáků pod velením generála Chabrana, a se zbytkem předvoje vyrazil k šedesát kilometrů na východ vzdálené Pávii. Obránci Pávie úder nečekali a 3. června je Francouzi z chodu doslova rozdrtili. Lannes tím zajistil důležitý bod, nacházející se 60 kilometrů východně od Turína, a 30 kilometrů jižně od Milána. 15 tisícový sbor generála Monceye, který vyslal Moreau, byl vzdálen 30 kilometrů na sever od milánských zdí a spolu s ním i Italská legie. Francouzská koncentrace v této fázi tažení působila mnohem lépe než rakouská, navíc Napoleon pořád držel ofenzivní iniciativu ve svých rukou, a rozhodně se jí nemínil vzdát. Už 5. června provedla francouzská vojska dva pokusy o přechod řeky Pád. Jeden dostal za úkol Lannesův předvoj u Pávie, druhý generál Murat s Boudetovou divizí a velkou částí jezdectva Záložní armády u již zmíněné Piacenzy. Tento přechod byl podstatně důležitější, ale Francouzi si zde obraně 400 rakouských vojáků generálmajora Mosela vylámali zuby. Obránci vzdorovali celý den, načež zničili pontonový most, který Francouzi nezbytně potřebovali. Druhý den jim dokonce dorazily posily, část jezdeckých jednotek, kterým vele osobně podmaršálek O’Reilly, jenže v tu chvíli Rakušané dostali informaci, že se jim 45 kilometrů západním směrem v týlu vyrojila francouzská vojska. Generál Lannes totiž nechal 6. června postavit vlastní most u vsi Belgiojosa, a po hodně tvrdých bojích s rakouskými jednotkami zajistil předmostí, čímž se dostal O’Reillymu do zad. Ten se rozhodl že obranu Piacenzy vzdá, a se všemi jednotkami, jakožto i záložním dělostřelectvem, které ke městu směřovalo, se vydal do prostoru soustředění sil – k Alessandrii. Avšak ani tak ho nečekala jednoduchá cesta – nezdolný Murat poručil během noci najít brod, a 6. června se jeho vojska na úspěšně nalezeném místě přes Pád přeplavila na člunech, načež napadla zadní voj opouštějící Piacenzu. Rakouské oddíly se ocitly v naprostém zmatku a hnaly se po cestě na západ do Stradelly, přičemž jejich jezdectvo aspoň občas podniklo protiútoky, kterými dotírající Francouze odráželo.
Konečný stav dne 6. června vyhlížel pro Rakušany opět katastrofálně, protože po cestě se ještě zastavily dva pluky vyslané z Janova, které zůstaly za hlavní kolonou sil podmaršálka Otta, a jejich velitel, nevědouc co po pádu Piacenzy dělat, zkrátka zůstal pasivně stát na místě. Již 7. června ráno obsadil generál Lannes další strategický cíl, Stradellu, načež obdržel rozkaz postoupit západně na ves Broni, pouze s divizí generála Watrina. Smyčka kolem Michaela Melase se utahovala, jediná zásobovací trasa vedla velkou oklikou přes Parmu, nebo skrz zásobování z moře od britského admirála Keitha. Ve stejný den došlo na obou stranách k velkým omylům. Napoleon usoudil že v cestě Lannesova oslabeného předvoje nestojí víc než 10 000 rakouských mužů, a vydal rozkaz k dalšímu postupu na západ. Na opačně straně usoudil podmaršálek Ott von Bartokéz, jenž přišel z Janova, v podstatě podobnou věc, a rozhodl se vyrazit hrstce (jak se domníval) francouzských vojsk vstříc. Po dvoudenním postupu se obě uskupení setkala 9. června 1800 u města Casteggio, aniž by tušila, jaké síly proti nim stojí. Tak došlo k bitvě, která nese jméno u Montebella, byť se o Montebello vůbec nebojovalo.

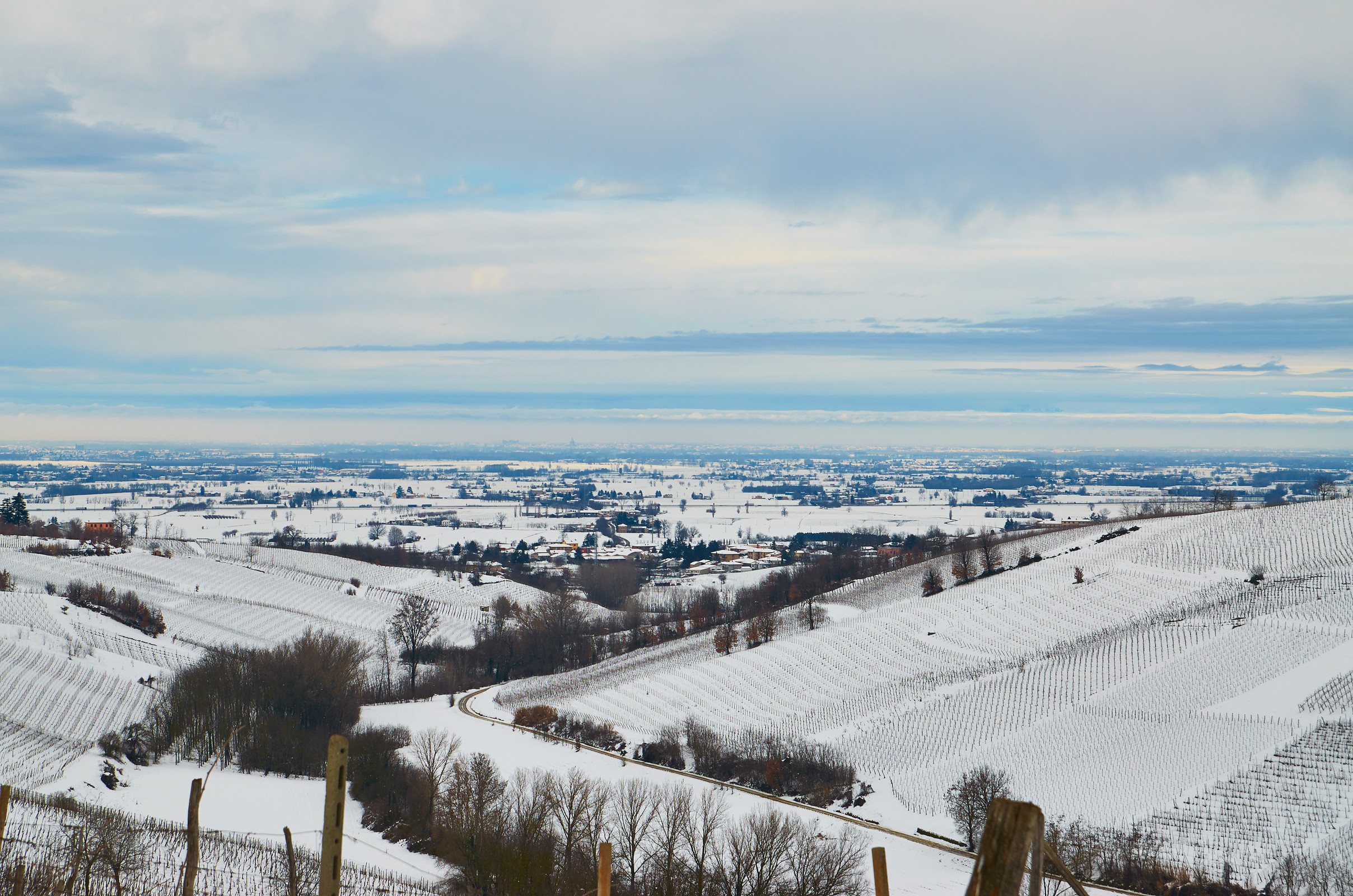
Krajina v okolí Casteggia v zimním období

Rakouská armáda dorazila ke Casteggiu první, v podobě jednotek předvoje hraběte O’Reillyho, který s Ottovým útočným záměrem výrazně nesouhlasil. Za O’Reillyho silami (6 batalionů pěchoty, 4 švadrony jezdectva) táhly hlavní síly Rakušanů, 9 pěchotních praporů podmaršálka Vogelsanga a generálmajora Gottesheima, za nimi v druhém sledu 11 batalionů podmaršálka Schellenberga a generálmajora Stickera. Za nimi ještě klusalo šest eskadron dragounů jako záloha. Proti nim se před vesnicí rozvinula do rojnice (rozptýlená formace, znesnadňující likvidaci většího počtu vojáků naráz) brigáda generála Gencyho, spadající pod divizi generála Watrina, jedinou, kterou Lannes disponoval. Brigáda se brzy ocitla v husté palbě O’Reillyho předvoje, a Gency ji radši stáhl, načež velitelé obou stran poslali hlášení. Podmaršálek Ott neváhal ani chvíli a rozhodl se přisunout ke Casteggiu celé své síly, byť kvůli tomu musel podstoupit hádku s Antonem Zachem, náčelníkem rakouského štábu. Ten se ho snažil přesvědčit, aby svoje jednotky stáhl k Alessandrii, jelikož je bude generál jezdectva Melas potřebovat, a navíc měl důvodné podezření že Otta v Casteggiu brzy napadnou hlavní síly Záložní armády. Anton Zach byl však i přes své nesporné schopnosti mezi rakouským vyšším velením značně neoblíbený a Ott jeho prosby ignoroval. Před Casteggiem se v té době už rozvíjela plnohodnotná bitva. Generál Watrin udeřil na vesnici s 22. půlbrigádou, která byla ještě před vstupem úplně rozstřílena, jelikož posily podmaršálka Vogelsanga už do obce dorazily, a hned se zapojily do boje. Watrin, který se až do té doby domníval, že má co do činění s rakouským zadním vojem, bleskurychle prohlédl a požádal svého nadřízeného Lannese o posily.
Generál Lannes v té době ještě nebyl jedním z nejvyspělejších velitelů Napoleonovy armády (do něhož v následujících letech doroste) a poháněla jej hlavně slepá víra v Napoleonův úsudek, což se mu u Casteggia stalo skoro osudným. Rozvinul proti rakouským 16 000 mužům svých vlastních 7 000, přičemž sám měl pouhá dvě děla ve srovnání s rakouskými dvaatřiceti. Pokoušel se obejít rakouský pravý bok a zároveň dobýt strategicky důležité Casteggio, ale dosáhl pouze dalšího masakru, tentokrát jednotek 12. husarského pluku, který zlikvidovali jezdci generála Schusteka. V tu chvíli se generálmajor Zach znovu pokoušel na Otta apelovat, aby ustoupil, jelikož alarmující zprávy o blížícím se jádru francouzských vojsk začínaly nabývat na síle. Podmaršálku Ottovi však už přicházel i druhý sled podmaršálka Schellenberga, a on se rozhodl Francouze na místě porazit. Lannes pořád nutil slepě muže 22. půlbrigády (zdecimované už na začátku bitvy) do útoků, které končily neúspěchem. Budoucího francouzského maršála zachránil generál Victor, jehož II. sbor pomalu přicházel na bojiště, v podobě tří půlbrigád generála Mahlera. Ty však Ott odrazil Schellenbergovými posilami, takže situace se vyvíjela pro Francouze pořád nepříznivě, navíc rakouská děla začala pálit na francouzské tirailleury (v hodně volném přejetí do dnešní doby v podstatě snipeři), kteří do té doby na východním okraji Casteggia škodili Rakušanům střelbou z dálky asi nejvíce.

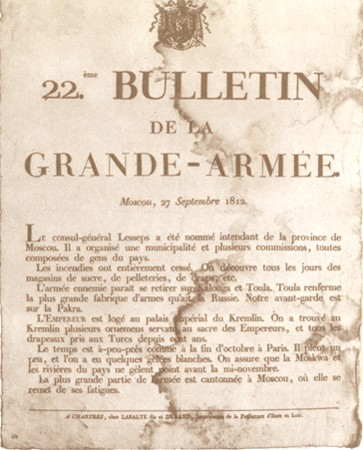
Bulletin, propagační zprávy z armádního prostředí

Každá nová posila která Francouzům přišla, byla většinou ihned odražena, a kolem poledne už byla celá francouzská linie na pokraji zhroucení. Lannes, který už svůj omyl prohlédl, se však pořád snažil muže udržet, dokud nedojde zbytek Victorova sboru. Nakonec mu štěstí přálo a v době, kdy už se chystal vydat povel ke stáhnutí, dorazilo 3500 mužů generála Oliviera Rivauda, přičemž za nimi ve dvě odpoledne dorazily i tři prapory generála Herbina, což už s dříve došlými jednotkami generála Mainoniho najednou Lannese přesvědčilo k podniknutí protiútoku. Rivaud se zbytky Watrinovy divize zahájil nápor na střed, přičemž Mainoni realizoval původní pokus o obchvat rakouského pravého křídla. Rivaud nakonec rakouským středem úspěšně prorazil, nepřítel se však spořádaně stáhl ke Casteggiu, o které opřel svoji další obranu. Lannesovi v tu dobu už došlo tolik jednotek, že začínal mít početní převahu, a podmaršálek Ott si při pohledu na bojiště uvědomil, že měl Anton Zach pravdu. Po druhé hodině odpolední se rozhodl zahájit stahování směrem na Alessandrii, což se jednodušeji řeklo, než udělalo.
V tu dobu obdržel Napoleon hlášení, a pochopil že generály Lannese s Victorem poslal vstříc podstatně větším silám, než očekával. Ze hřmící palby děl si uměl představit jatka, kterými jeho muži procházeli, protože Francouzi v podstatě dělostřelectvo neměli, takže se muselo jednat o hlavně rakouské. Nakonec konzul pochopil, že situaci stejně už nemůže pomoct jinak než vysláním dalších posil spolu s rozkazem, ať Casteggio padne. Generál Lannes se o to osobně pokoušel už několika útoky přímo na vesnici, přičemž při každém se ocitl v prudké dělové palbě, která jeho muže kosila jednoho po druhém. Nakonec však jeho neústupnost slavila úspěch a jednotky 6. lehké půlbrigády spolu s 24. lehkou půlbrigádou začaly Rakušany O’Reillyho z Casteggia vypuzovat. V ten moment už pukal i střed podmaršálka Vogelsanga, na pravé straně bojiště. Ott nařídil O’Reillyho předvoji hlavní krytí a boj na zdrženou, a rakouské jednotky se začaly za boje vyvazovat z dotyku. Postupně až do páté hodiny probíhalo stahování, které bylo provázeno dorážejícími francouzskými posilami, které Lannesovi neustále od východu přicházely. Rakušané nakonec unikli podél vesničky Montebello směrem na Alessandrii, a unavení vojáci Lannese a Victora už neměli energii je pronásledovat.

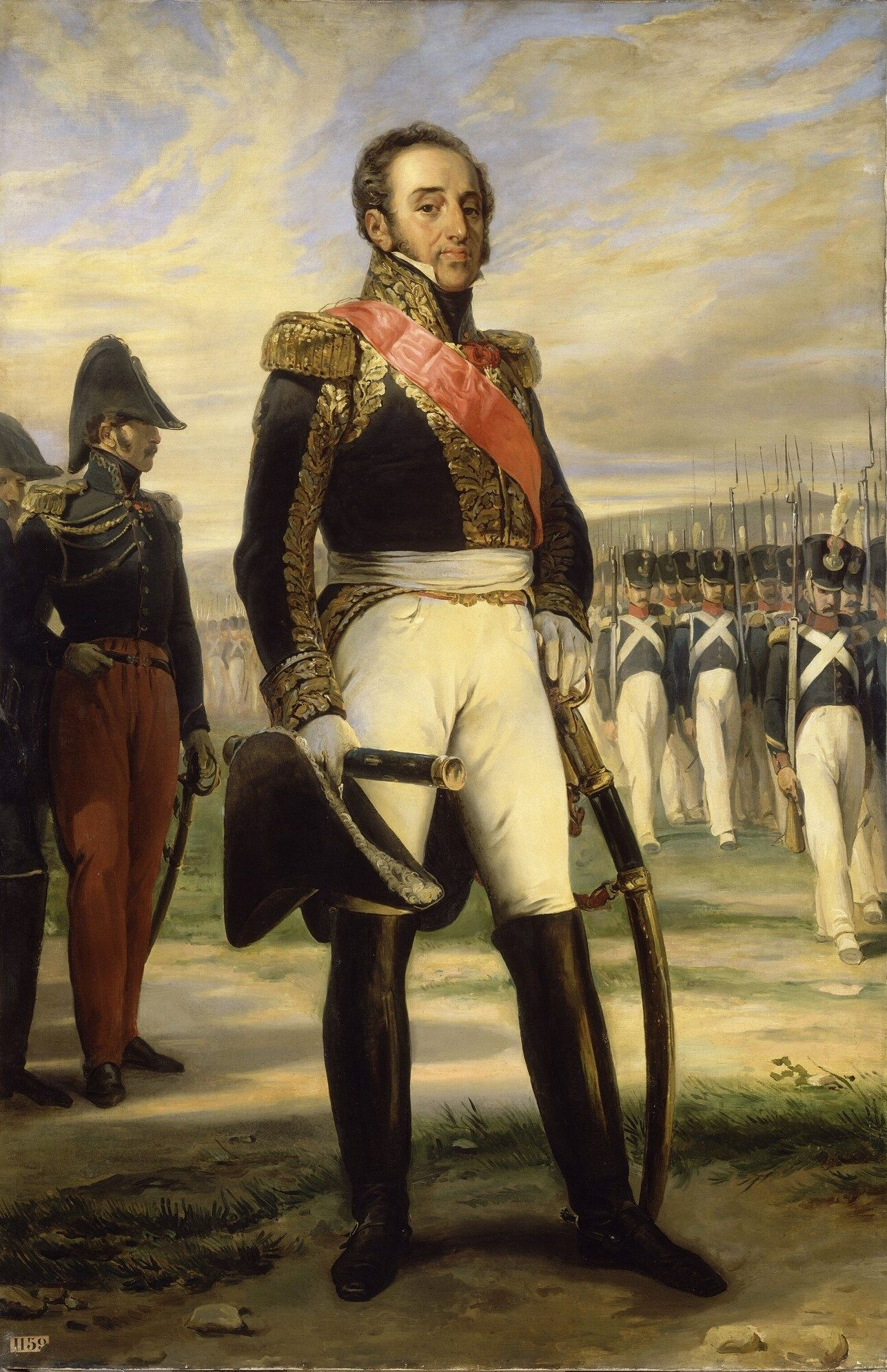
Generál Suchet oslabil rakouského podmaršálka Elsnitze o tři čtvrtiny sil

Rakušané si po bitvě přiznali ztráty 659 mrtvých, 1445 raněných, 2171 zajatých, celkově 4275 mužů ztrát. Francouzské údaje byly oproti pedantským Rakušanům jako obvykle nepřesné a podbarvené propagandou – Napoleon v bulletinu armády prohlásil, že ranní a dopolední jatka se odbyla pouhými 600 muži vlastních ztrát, což ze zpětného pohledu působí více než směšně. Obecně se má za to, že francouzské ztráty se rakouským víceméně rovnaly. Dopad bitvy byl v podstatě nulový. Obě strany ztratily podobný počet jednotek, Rakušanů provedli ústup bojem a Napoleonovi zůstalo rozbombardované Casteggio. Francouzská propaganda však pracovala rychle, z bitvu u Casteggia se stala bitva u Montebella, monumentální francouzské vítězství, na jehož konci Rakušané vzali nohy na ramena a museli se spasit útěkem. Tomuto přesvědčení podlehli i vojáci bojující v bitvě – pro většinu z nich to byl bojový křest, a ostatně ani netušili jak opravdu přesvědčivé vítězství vypadá. Jedinou skvrnou na kráse byla nejspíše zamlčená hádka generála Lannese s prvním konzulem. Generálovi se ani trochu nelíbilo, že ho Napoleon poslal vpřed, aniž by si ověřil proti komu táhne, zatímco Napoleonovi se pranic nezamlouval způsob bezhlavého Lannesova útoku. Výsledkem bylo, že v žádných zprávách ani hlášeních se neobjevilo Lannesovo jméno, a u Marenga už velel generál pouze menší divizi. Paradoxní je, že mu byl následně roku 1808 udělen titul vévody z Montebella.
Podmaršálek Ott následujícího 10. června překročil řeku Scrivii a ustoupil k místu koncentrace v Alessandrii, přes vesnice Tortona – San Giuliano – Marengo. Dne 11. června 1800 už se u Alessandrie seskupily i jednotky přivedené generálem Melasem z Turína, divize podmaršálků Hadika a Kaima. Od západu přišly i jednotky podmaršálka Elsnitze, jejichž ústup se změnil v pro rakouskou stranu ubohou eskapádu – francouzský generál Suchet na Rakušany zle dotíral, a pod jeho útoky se Elsnitzovo uskupení zcela rozložilo, načež úmrtími i dezercemi přišlo o 13 000 mužů, takže se v Alessandrii objevilo pouhých 4 000 vojáků z tohoto kdysi velkého sboru. Rakušané každopádně u Marenga seskupili 23 295 pěšáků a 7 779 jezdců, na které táhlo celkem 28 169 mužů prvního konzula, což vykazovala v prospěch rakouské miniaturní početní výhody. Francouzští vojáci 10. června odpočívali a čekali na opozdilce, především na jezdectvo generála Murata. V tu dobu se ke Casteggiu dostal i generál Marmont s celou artilerií, která byla až do 4. června blokována pevností Bard. Zároveň dorazil Napoleon velice vážený generál, Louis Antoine Charles Desaix, jeden z nejschopnějších francouzských velitelů. Napoleon byl jeho příchodem velmi potěšen a okamžitě rozdělil mezi něj a generála Victora velení. Victor dostal divizi Watrinovu a Chambarlhacovu (osvědčené boji u Casteggia) a část divize generála Gardanneho (kterou poslal generál Brune, shromažďující zálohy v Dijonu), a také malou divizi generála Lannese, který byl tak de facto po bitvě u Casteggia neslyšně degradován do velení menšího vojenského uskupení. Desaix byl pověřen vedením dvou divizí, Monnierovy a Boudetovy. Victor se posléze vydal směrem k Marengu a Alessandrii, Desaix táhl směrem jižnějším na vesnici Novi, kde byl očekáván princ Hohenzollern-Hechingen se svými muži z Janova, což naznačovaly zprávy průzkumu. Dne 12. června francouzská armáda vytáhla vpřed a směřovala vstříc bitvě, která se odehrála již za dva dny, 14. června 1800.

## Před bitvou

### Akce vojsk mezi 12.–14. červnem

#### Lombardská armáda
Koncentrovaná rakouská armáda v prostoru Alessandrie se nenacházela v bezvýchodné situaci, avšak ani zdaleka ne v ideální. Téměř všechny zásobovací trasy už byly nepřítelem odříznuty, a k uskupení se ze západu blížil generál Suchet, z jihu generál Masséna a od Alp francouzské posily, například Italská legie. Generál Melas proto 12. června svolal válečnou radu, na které se radil o dalším postupu. Za potěšující na ní shledal to, že má nad Francouzi pořád dvojnásobnou převahu v jezdcích a trojnásobnou v dělech, tím ale pozitivní zprávy pro jeho vojsko končily. Na poradě byla zavrhnuta možnost ústupu na jih k Janovu, kde by mohli být Rakušané obklíčení jako Masséna před necelými dvěma měsíci. Navíc tuto ústupovou linii vojska Massény nyní blokovala, byť byla v dost tragickém stavu. Před rakouským vrchním velitelem nakonec zůstaly dvě možnosti. První bylo pokusit se probít skrz hlavní francouzské síly na Piacenzu a obnovit spojení s jednotkami podmaršálka Vukassoviche, které byly odříznuty daleko na východě v pevnosti Mantova. Druhou možností byl postup na sever, skrz město Casale, kde byla umístěna pouze část divize generála Chabrana, 3500 mužů, kteří v pozici setrvávali od doby, kdy je opustil Lannes s velkou částí svého předvoje.

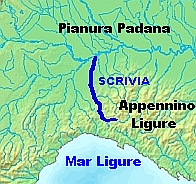
Vyznačený tok řeky Scrivie – nejbližší řeka nalevo je Bormida, mezi nimiž se rozkládalo bojiště

Melasův štáb nakonec rozhodl zvolit cestu oklikou přes sever, jenže v noci z 12. na 13. června se Chabranova divize přesunula z Casale až k řece Pád, čímž bránila Melasovi v rychlém přechodu vodního toku, nutného k úspěchu celé akce. Generál jezdectva tudíž náhle změnil názor a rozhodl se před Alessandrií podstoupit bitvu se Záložní armádou. Aby však toto rozhodnutí zakryl, využil dvojitého agenta Toliho, Itala, který mezi jednotkami "pendloval" už od francouzského vpádu a podával oběma stranám dost zkreslené informace. Generálmajor Zach, náčelník štábu, nechal Toliho "náhodou" nahlédnout do denních rozkazů pro 14. červen, které naznačovaly, že Rakušané se vydají na sever a pokusí se probít skrz Chabrana. Zároveň Zach žalostně líčil, jak je armáda demoralizovaná a bitvu u Montebella vnímá jako naprostou porážku rakouských zbraní. Ihned poté, co Toli odešel, nařídil Zach rozkazy zrušit, a pontony které měly být údajně použít k přechodu Pádu, byly přesunuty na řeku Bormida, ležící na východ od Alessandrie. Tam už stál jeden most složený z člunů, tudíž Rakušané nyní disponovali dvěma přechody přes řeku, za kterou se plánovali rozvinout do generální bitvy, kterou na francouzské straně nikdo neočekával.

#### Záložní armáda
Záložní armáda byla nyní rozdělena na dva oddíly, přičemž severní generála Victora (divize Watrin, Lannes a Chambarlhac, část divize Gardanne) směřovala přes řeku Scrivii na vesnici Marengo, zatímco jižní generála Desaixe pochodovala k obci Novi (divize Monnier, Boudet). Již brzy ráno 12. června provedlo Desaixovo uskupení přechod přes řeku pomocí pontonového mostu, který narychlo postavili ženisté, a pokračovalo směrem k Napoleonem vytyčenému cíli, kde mělo bránit příchodu posil prince Hohenzollern-Hechingena. Napoleon, který postupoval spolu s "hlavním" uskupením generála Victora, přijal k večeru špiona Toliho, který mu sdělil to, co mu záměrně podstrčil ten den generálmajor Zach. Nedá se říci, že by Napoleon Tolimu věřil, byť sám byl přesvědčen, že se Rakušané pokusí probít skrz Chabranovu divizi na Casale, jelikož byl zmaten hlášením, které mu sám Chabran poslal, ve kterém konstatoval, že rakouské oddíly budují mosty přes Pád (Melasovy jednotky to však ze Zachova pokynu pouze předstíraly). Spolu s Toliho informacemi dospěl Napoleon ke kardinálnímu omylu – usoudil že rakouská armáda udělá cokoliv, ale v žádném případě nebude s Francouzi podstupovat rozhodující bitvu.
Ráno 13. června se přes řeku Scrivii dostaly i jednotky Victorova sboru. První jely tří pluky jezdectva generála Kellermanna mladšího (syn maršála Kellermanna, hrdiny bitvy u Valmy), za nimi Gardannova divize a po ní Chambarlhacova, s níž šel i samotný velící Victor. Tyto jednotky se rozvíjely v centrálním směru na Marengo, přičemž po pravé straně se rozvíjely divize Watrina a Lannese. Desaix a jeho uskupení, tvořící odtržené levé křídlo této sestavy, se už vzdalovalo směrem na jih. Napoleon v tu chvíli síly ještě více rozštěpil – kromě už odchozího Desaixe vyslal na sever jezdeckou brigádu generála Jeana Rivauda a směrem k Pádu poslal 3 000 mužů generála Lapoypeho. Generál Victor mezitím obsadil první ves po cestě od Scrivie, San Giuliano, kde výslechem vesničanů zjistil, že Rakušané ustupují na Marengo, krytí záštitou 4 000 mužů. Po hodinu a půl trvající bouři Francouzi Marengo kolem šesté večerní z východu a z jihu napadli, načež podmaršálek O’Reilly, velící zdejšímu předvoji (Napoleonem nesprávně považovanému za zadní voj), po urputném boji ustoupil se ztrátou 250 mužů a dvou lehkých děl přes potok Fontanone na západ ke statku Pederbona. Část Gardannovy divize statek napadla, ale byla odražena rakouskými dragouny 10. pluku a pěšáky pluku IR 51, načež se spořádaně stáhla k Marengu. Rakušané následně ustoupili k řece Bormida, kde bylo vybudované předmostí, přičemž se na ně pokoušeli již pozdě k večeru dotírat vojáci 24. půlbrigády (té stejné, která byla zmasakrovaná pár dní zpátky u Casteggia), kterou podporovalo 8 dělostřeleckých hlavní generála Marmonta. Netrvalo však dlouho a rakouská artilerie 4 kusy Marmontových děl vyřadila, což Marmontovi stačilo k nakolesnění děl a odjezdu zpět k Marengu. Vojáci čtyřiadvacáté půlbrigády se následně stáhli ke statku Pederbona, kde už přečkali zbytek noci. Generál Gardanne, pod něhož jednotka titulárně spadala, ještě dostal úkol zničit rakouský most přes řeku Bormida, ten však nesplnil. Přesto však do hlavního francouzského štábu odeslal zprávu, že most zničil, což Napoleona ukolébalo do stavu naprostého klidu. Pozdě večer se z bojiště vzdálil a plánoval se usadit daleko za liniemi ve městě Voghera, ale zastavila jej bouře, která ho donutila i se štábem přespat ve statku Terro Garofoli, deset kilometrů od bojiště.

### Popis bojiště

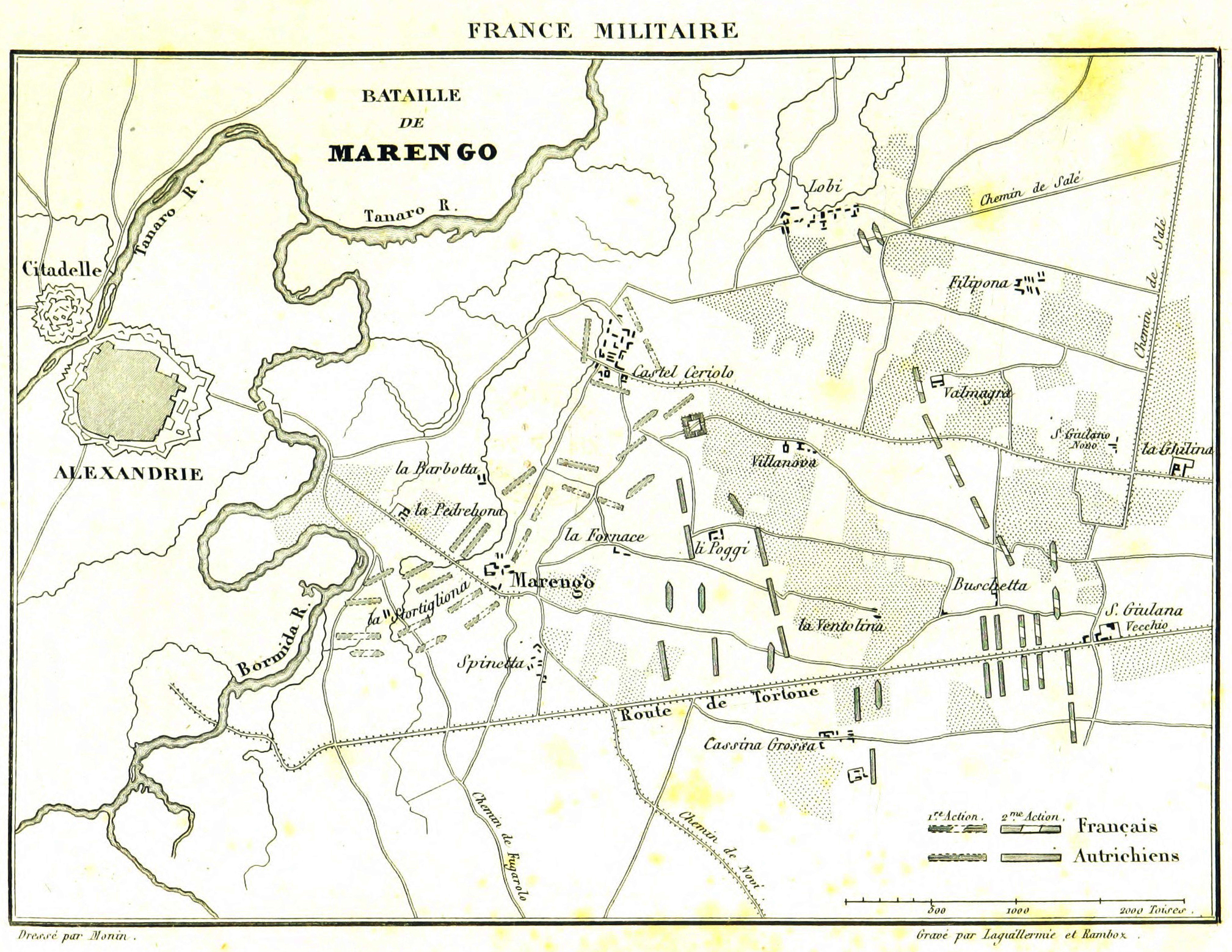
Mapa bojiště, v níž jsou vyznačena některá místa z popisu

Místo, na němž se měla odehrávat dne 14. června hlavní část bitvy, byla relativně rovinatá plocha mezi řekami Bormida u Alessandrie (obtékala město z východní strany) a řekou Scrivia, která ležela za francouzskými zády. Bojiště rozdělovala hlavní silnice, která vedla z Alessandrie skrz Marengo do San Giuliana a následně přes Scrivii do Voghery. Tato silnice rozdělovala bojiště na severní a jižní sféru. Pokud by hypotetický pozorovatel nastoupil na bojiště z rakouské strany, a přešel Bormidu, na centrálním směru by proti sobě měl statek Pederbona, za nímž ležel potok Fontanone, tekoucí z jihu na sever (směrem k řece Pád), dále Marengo a poté San Giuliano, na jihu (napravo z rakouského pohledu) by mohl vidět několik zemědělských usedlostí, spolu s malou vískou Spinetta, přičemž na severu (nalevo) by mohl spatřit ves Castel Ceriola. Kolem ní se rozkládaly značné mokřiny blokující postup, přičemž území podél hlavní silnice až k Marengu bylo osázeno vinicemi na „italský způsob“, tj. vinná réva obrostlá kolem stromořadí do prostoru. V celé rovině se rozkládalo mnoho zídek a malých usedlostí, která obklopovala kukuřičná pole, přičemž v oné polovině června dosahovala kukuřice výšky až 1,8 metru. Relativně přehledné bojiště tak bylo skrz lidský zásah občas i těžce průchodné, a ve finále i nečitelné.

### Operační plány pro bitvu

#### Rakouský štáb
Operační plán Melasovy armády vypracoval generálmajor Anton Zach. Pro hlavní úder počítal se silou 31 tisíc mužů (kolem Alessandrie jich bylo celkem 40 000, ale některé jednotky kryly ústupové trasy a možnou cestu příchodu sil generála Sucheta), kteří měli do útoku na francouzské pozice vyrazit v jednu hodinu ráno, 14. června – Zach tak počítal s maximálním momentem překvapení. Vojsko bylo dle plánu rozdělené do tří kolon. Primární kolonu, která měla útočit na centrálním (marengském) směru, chtěl vést sám generál jezdectva Melas osobně. Tato formace sestávala z jezdeckého předvoje plukovníka Johanna Frimonta (velitel jezdecké jednotky Bussy Jäger zu Pferd), za nímž táhly čtyři uskupení – pěší divize podmaršálka Hadika, za ní pěší divize podmaršálka Kaima, jako třetí jezdecká divize podmaršálka Elsnitze a kolonu uzavírala granátnická divize podmaršálka Morzina. Celkem se na hlavním směru shromáždilo 14 000 pěšáků v bílém a 6 000 jezdců. Na levém (severním) křídle velel podmaršálek Ott, který měl k dispozici 7 600 mužů a 740 jezdců, složených z předvoje generálmajora Gottesheima a dvou pěších divizí – Schellenbergovy a Vogelsangovy. Jižní (pravé) křídlo měl na starost podmaršálek O’Reilly, jenž měl k dispozici několik hraničářských batalionů a lehké jezdectvo generálmajora Rousseaua, celkem 3 000 mužů, v nichž bylo zahrnuto i 769 jezdců.

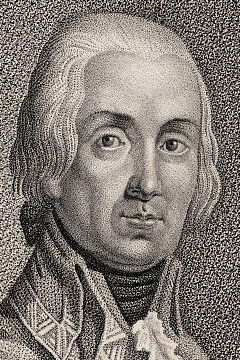
Generálmajor Anton Zach, tvůrce rakouského plánu

Primární úder měly na starosti dvě severnější kolony – Ottova a Melasova. Podmaršálek Ott měl na severu obejít vesnici Castel Ceriolo, stočit se za ní a udeřit z boku do francouzského středu, který byl Zachem předpokládán mezi Castel Ceriolem a Marengem. Přes Marengo měla mezitím projít Melasova kolona, využít Ottova zaměstnávání Francouzů a obsadit San Giuliano, odkud měla soupeři vpadnout do týlu. Pokud by došlo k nečekanému odporu, měl podmaršálek Ott povolení stáhnout se zpět k Bormidě, kde byla rozložená rakouská artilerie v pevných obranných pozicích. Úkolem podmaršálka O’Reillyho a jeho nejslabšího uskupení bylo pouze krytí Melasova pravého boku a napadání odloučených francouzských jednotek.
Celý plán byl vymyšlený vskutku dobře, avšak v průběhu bitvy (i těsně před ní), se objevily určité problémy. Předpoklad Zachova štábu, že jádro Záložní armády se nachází u Castel Ceriola, byl špatný, jelikož u této vesnice tábořila pouze oslabená divize Lannesova. Ohně těch to jednotek však byly to jediné co šlo z Alessandrie vidět, protože tábořiště hlavní části francouzské armády (Victorova divize za Marengem) bylo skryto terénními nerovnostmi a vzrostlou kukuřicí. Už 13. června odpoledne ještě k tomu Francouzi obsadili rakouský prostor určený k rozvinutí sil před Marengem, což operační plán logicky dost poškozovalo. Rakouský štáb se znovu sešel po deváté hodině večerní a plán přepracoval – hlavní úder měl nyní vést Melas, který měl Francouze vytlačit od statku Pederbona do Marenga, úděl obchvatu tak připadl na slabší kolonu Ottovu. V průběhu noci navíc Rakušané z přání generálmajora Zacha přemístili druhý člunový most k původnímu pontonovému, protože náčelník štábu měl strach, že ho Francouzi zničí. Oba mosty se tak ocitly přímo v předmostí, které bylo osázeno opevněnými valy, jež rozvinutí komplikovaly ještě víc. Velitelé navíc neobdrželi nové rozkazy s ohledem na předělaný plán, což se projevilo v bitvě opakujícím rakouským problémem – sveřepé držení rozkazů a nedostatek iniciativy. Celý útok byl odložen na sedmou ranní, kdy měly první jednotky teprve začít přecházet řeku. K útoku se chystalo 24 073 mužů pěchoty, 7543 jezdců a 92 dělových hlavní, kterým byly rozděleny veškeré zásoby od alkoholu přes jídlo až po nové šatstvo, protože se počítalo s probitím směrem na Piacenzu. Císařská armáda byla připravena podstoupit rozhodující generální bitvu.

#### Francouzský štáb
Francouzské velení logicky žádný operační plán pro bitvu nemělo, protože s ní nepočítalo. Sbor maršála Victora s Muratovým jezdectvem za zády se rozložil před Marengem a vojáci se seskupili kolem ohnišť, což ti rakouští kvůli momentu překvapení a předstírání ústupu od Alessandrie udělat nemohli. Napoleon byl několika záměrně poslanými přeběhlíky utvrzen v dojmu, že Rakušané už zahájili vyklízení města a budou se vbrzku probíjet směrem na sever, proto definitivně z bojiště odjel. S jeho uvažováním nehnula ani obří dělostřelecká palba z předmostí Alessandrie, kterou pokládal za krycí.
K ránu 14. června francouzské jednotky stály roztříštěné různě po planině. Divize Gardanneho a Chambarlhaca stály mezi statkem Pederbona a Marengem. Těchto 9 000 mužů mělo vpravo od sebe oslabenou divizi generála Lannese, což bylo pouhých 1 000 mužů, které ještě více napravo u Castel Ceriolo kryly dvě jezdecké brigády – Champeauxova a Duvigneauova, 1 200 jezdců. na svém levém křídle, ve spojnici mezi svými jednotkami a Victorovými, měl Lannes ještě těžkou jezdeckou brigádu generála Kellermanna mladšího. Nikdo jiný se na bojišti nenacházel, jediné možné zálohy tvořila konzulární garda Bonaparteho 10 kilometrů v týlu a spolu s ní divize generála Monniera, což činilo dalších 5 160 mužů, doplněných o jeden dragounský pluk o 400 jezdcích. Na jih postupovala rozdělená Desaixova část armády – divize Boudetova (5 000 mužů) směřovala se samotným Desaixem k městu Rivalta, divize Lapoypeho už byla na opačné straně Pádu, a na bojiště už nemohla v žádném případě během 14. června dojít. Celkové stavy francouzských jednotek i se začleněním oddílů Desaixe a Lapoypeho čítaly 26 029 pěšáků, 3 851 jezdců a 35 děl, přičemž byly rozptýlené a malou početní převahu v pěšácích Rakušané bohatě negovali dvojnásobnou převahou jezdeckou a trojnásobnou dělostřeleckou. Proti zkoncentrované rakouské armádě v počtu 31 000 mužů tak ráno 14. června stálo hlavně 9 000 rozespalých vojáků Victorova sboru, 1 000 pěšáků Lannese a 1 650 jezdců u severních francouzských postavení.

### Medailonky soupeřů

#### Rakouská strana

##### Michael Benedikt Melas

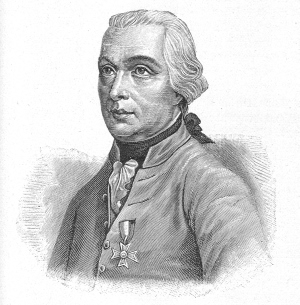
Generál jezdectva M. B. Melas

Michael Benedikt, svobodný pán von Melas, byl velitelem uskupení zvaného císařská-královská Lombardská armáda od roku 1799. Narodil se roku 1729 v rakouském Sedmihradsku, takže v roce 1800 mu bylo 71 let. Jako třiadvacetiletý nastoupil k pěšímu pluku IR 21 jako kadet, a zúčastnil se prvních bojů již v sedmileté válce mezi lety 1756–1763. Při bitvě u Kolína byl dokonce v hodnosti nadporučíka pobočníkem nominálního velitele všech rakouských sil, maršálka Dauna. V roce 1768, 5 let po válce, se oženil a získal díky tomu styky s českou šlechtou, z které jeho manželka pocházela. Jako plukovník dostal velení pluku č. 7, který se posléze proměnil z kyrysnického na 10. pluk dragounský. V letech 1778–1779 se zúčastnil válek o bavorské dědictví a posléze o deset let později výrazným způsobem přispěl k dobytí Bělehradu z tureckého područí. Po tomto úspěchu se stal velitelem brigády v hodnosti náčelníka štábu, a spolu se svými vojáky bojoval v roce 1793 s Francouzi na řece Sambra. Již o rok později byl podmaršálkem a roku 1795 se připojil k rakouskému rýnskému tažení, jež bylo završeno úspěchem. Poté byl roku 1796 převelen do Itálie k Lombardské armádě, kde podléhal zprvu maršálku Beaulieuemu a po něm maršálkovi Wurmserovi, s nimiž se zúčastnil mnohých bitev Napoleonova prvního italského tažení. V roce 1799 se konečně stal hlavním velitelem uskupení, ve kterém byl ale pořád podřízen ruskému maršálu Suvorovovi. Spolu s ním manévroval proti Francouzům v bitvách u Trebie a Novi (v první nechal uniknout špatnými tahy generála Macdonalda, v druhé zazářil a dobyl vítězství), po Suvorovovu přechodu Alp a následném odchodu do Ruska svedl sám dvě bitvy s generálem Championnetem – 18. září 1799 u Savigliana a 4. listopadu 1799 u Genoly, přičemž obě vyhrál. Po neúspěšné jarní fázi svého tažení, kdy se protáhlo obléhání Janova a nakonec se musel stáhnout k Turínu a do Alessandrie, byl Melas pod těžkým tlakem, a spoléhal na generální bitvu jako na jedinou možnou záchranu jemu svěřené Lombardské armády. V bitvě velel hlavní (centrální) rakouské koloně.

##### Karl Ott von Bartokéz

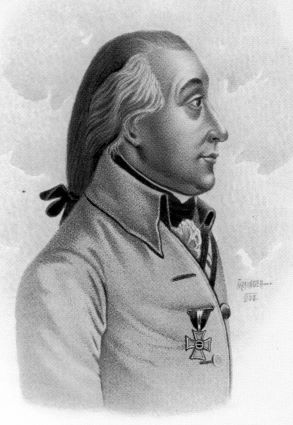
Podmaršálek Karl Ott von Bátorkéz

Podmaršálek Karl, svobodný pán Ott von Bátorkéz, měl v době Napoleonovy italské kampaně 62 let. Byl to důstojník odchovaný vídeňskou vojenskou akademií, po které nastoupil do pěchotního pluku IR 57 v roce 1757. Stejně jako Melas se zúčastnil sedmileté války, ve které si vysloužil ocenění za boje u Landshutu a zranění u vsi Liegnitz. Ve válce o bavorské dědictví už byl majorem husarského pluku, a v tureckých válkách jako plukovník získal velký věhlas při bitvě u Rimniku. Za útok na turecké ležení Kalasat dokonce obdržel rytířský kříž řádu Marie Terezie (Melas ho měl také). Po turecké anabázi čelil francouzským vojskům v Nizozemí, kde se vyšvihl do hodnosti generálmajora. Od roku 1796 působil na italském válčišti, kde se ověnčil mnoha úspěchy. V roce 1799 bojoval jak v bitvách u Trebbie, tak u Novi, a přihlížel kolosální porážce Championnetovy Italské armády v bitvě u Genoly. Posléze bojoval s Massénou u Janova, kde dokončil Melasem započaté obléhání. Po pádu přístavního města svedl s Lannesem bitvu u Casteggia, načež ustoupil k Alessandrii. V bitvě mu připadlo velení levého (severního) křídla, a právo rozhodujícího obchvatu.

#### Francouzská strana

##### Napoleon Bonaparte

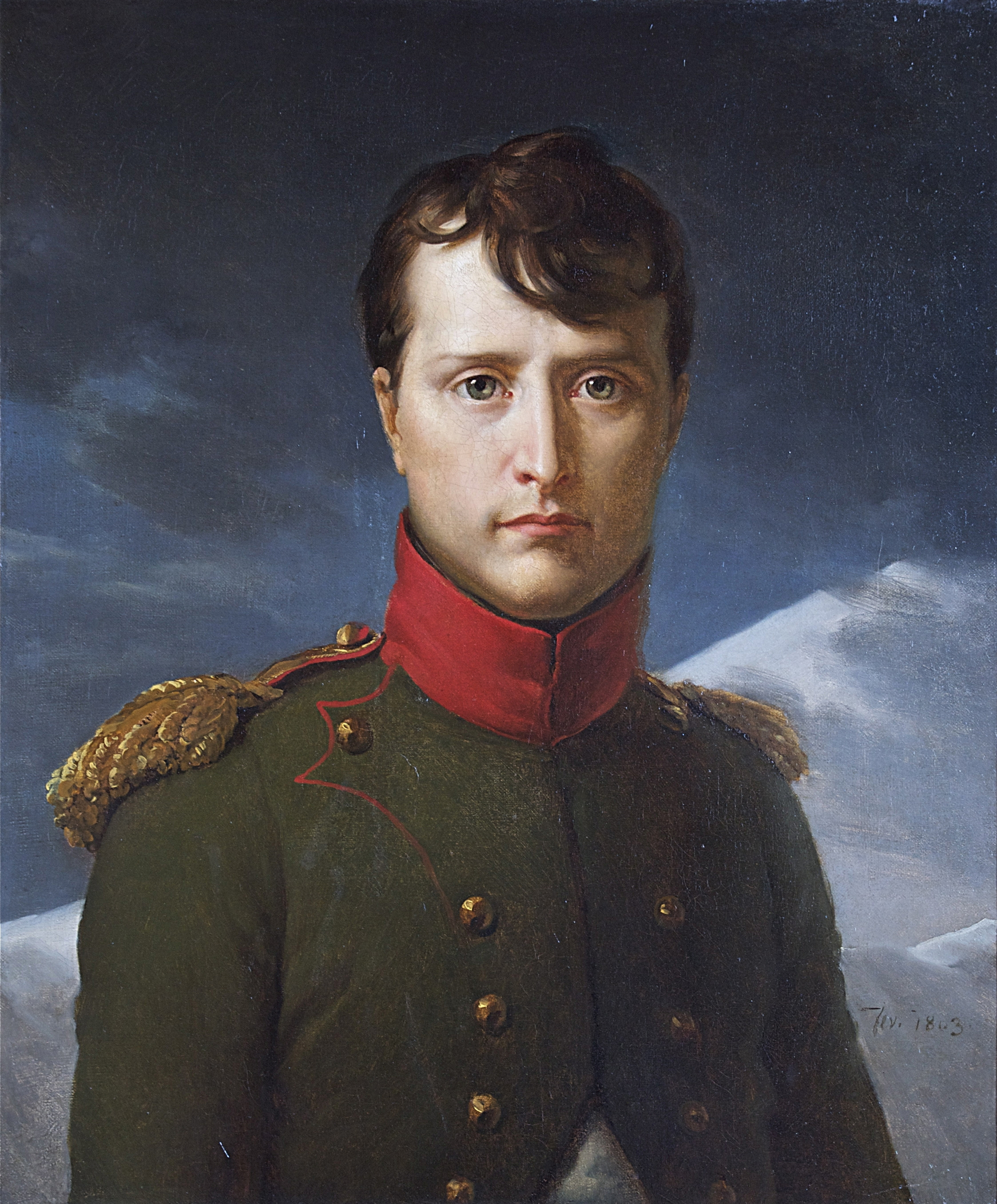
Napoleon zobrazený jako první konzul

Napoleon Bonaparte, vrchní velitel Záložní armády, první konzul Republiky, Korsičan, který už v roce 1800 měl pověst skvělého vojevůdce. Narodil se 15. srpna 1769 na Francouzi nedávno odkoupeném ostrově Korsika. Prodělal vojenské studium na dělostřelce a poprvé se zablýskl při obléhání Toulonu, kde vymyslel právě díky svým dělostřeleckým znalostem plán, jenž město dovedl ke kapitulaci. Kvůli tomuto úspěchu byl však jako brigádní generál odstaven stranou a potloukal se s finanční podporou několika svých známých po Francii. Nakonec, když byla situace pro Francouze nejkritičtější, převzal velení Italské armády, doslova bandy zedraných zoufalců. Nepochopitelně vzpružil morálku a muže uvedl do bojové činnosti, která dalece převýšila úspěchy francouzských zbraní na válčišti německém. Během prvního italského tažení se generál Bonaparte ověnčil triumfy u Lodi, Mantovy, Brescie, Castiglione, Arcole či Rivoli, a mnoha dalších. V roce 1798 odplul na expedici do Egypta, která byla sice zpočátku úspěšná, ale po zničení lodí u Aboukiru britským námořnictvem zůstal Napoleon v Egyptě odříznut. Byť porážel mameluky a následně Osmany jedny po druhých, do Francie se bez lodí vrátit nemohl. Vedoucí orgán Republiky, Direktorium, navíc hodilo tzv. Orientální armádu přes palubu a s ní i Napoleona. Vojsko se ocitlo bez prostředků ocitlo bez zdrojů a postupně chřadlo. Bonaparte situaci nevyřešil zrovna šalamounsky – od vojska dne 23. srpna 1799 odplul do Francie.
Byť Napoleon na svou armádu v Egyptě nezapomněl, neměl jí jak pomoci, a usoudil, že ve Francii bude prospěšnější. Dne 16. října 1799 vstoupil do Paříže, kde propuklo obrovské nadšení. Napoleon byl z hlediska davu v právu – armády Direktoria všechny jeho územní zisky v mezidobí znehodnotily, stát byl opět ve finanční nouzi a po celé zemi bujely roajalistické bojůvky. Napoleon už 9. listopadu 1799 provedl státní převrat, který schválila jak armáda, tak Rada starších a následně i Rada pěti set, oba zákonodárné orgány. Po tomto převratu 18. brumairu se stal Napoleon jedním ze tří konzulů, avšak s titulem „první konzul“ a prakticky neomezenou mocí. Následně vystrojil v Dijonu Záložní armádu a vpadl do Itálie. Tažení pro něho nemělo jen význam vojenský, skrz územní zisky a porážku armád. Potřeboval mír, aby mohl rozvrácenou zemi stabilizovat, zavést ekonomické i právní reformy, a upevnit svoji pořád nepříliš stabilní vládu (o čemž svědčilo to, že v Paříži dle dobových zdrojů čekalo mnoho spikleneckých skupin na jakoukoliv zprávu o porážce konzula v Itálii). V bitvě u Marenga se tak hrálo nejen o severní Itálii, ale de facto i o Napoleonův konzulát. V bitvě kterou neočekával (a které se z velké části ani nezúčastnil) se hrálo o jeho bytí a nebytí.

##### Louis Charles Antoine Desaix

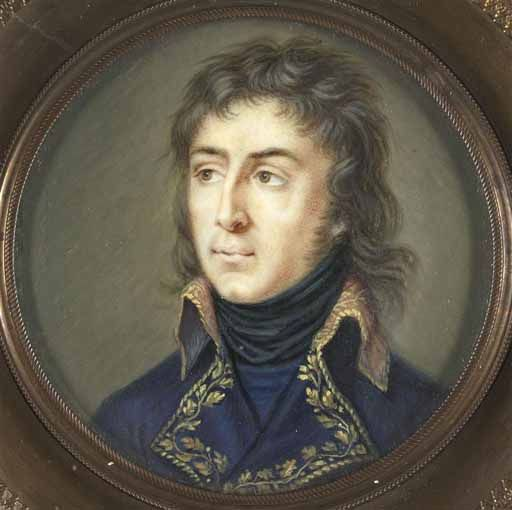
Louis Desaix, aristokrat způsoby, duší republikán

Divizní generál Louis Desaix, dvaatřicetiletý muž, pocházel ze šlechtického rodu des Aix, ale přidal se k myšlenkám revoluce a svůj rodový titul spojil do svého příjmení Desaix. Byl to mladý pohledný muž galantních způsobů, s aristokratickým stylem chování. Díky svému rodu obdržel přiměřené vojenské vzdělání, díky kterému již v patnácti odešel ze školy jako podporučík. Když mu bylo 19, proběhla ve Francii revoluce. Tou dobou už byl Desaix znalý svého řemesla velmi dobře, jak ze stránky taktické, tak strategické. Jeho bratr již dva roky po revoluci emigroval, Louis Antoine však zůstal ve Francii a postupoval vojenskou hierarchií. Už v roce 1793 byl divizním generálem – v této pozici velel divizím v Rýnské i Moselské armádě, v armádě Sambry a v armádě Meusy. Roku 1798 se nechal strhnout Napoleon k výpravě do Egypta, kde se zúčastnil mnoha bitev a stal se správcem Horního Egypta. Po Napoleonově odjezdu Egypt spravoval a vysloužil si přezdívku Sultan Juste, spravedlivý sultán. Byl oblíben jak mezi vojskem, tak i z větší části mezi obyvatelstvem, Napoleon jej však potřeboval v Evropě. Po uzavření dohody s Brity byl na povolení Sidneyho Smitha, britského velitele v Egyptě, Desaix poslán zpět do Francie. Po cestě ho sice znovu zajal britský admirál Keith a internoval v Livornu, nakonec však byl propuštěn, a po povinné měsíční karanténně chvátal na bojiště k prvnímu konzulovi. V Itálii dostal velení celého levého uskupení Záložní armády, jelikož i Napoleon si Desaixe velmi cenil a hýčkal si ho (navíc měl výčitky svědomí kvůli opuštění celé Orientální armády v Egyptě, jelikož se Desaixovi po příjezdu několikrát omlouval a svou pozici mu vysvětloval). Louis Charles se svým uskupením tedy směřoval k jihu, proti princi Hohenzollern-Hechingenovi, a od místa bojiště se vzdaloval hodinu za hodinou.

## Bitva

### Rakouský nástup
Ráno dne 14. června 1800 byl rakouský plán uveden v život. Generálmajor Zach vyslal jezdce směrem na jihozápad, aby prověřily eventualitu příchodu generálů Sucheta nebo Massény, zatímco po pontonové mostovce nad Bormidou pochodovaly první rakouské oddíly, předvoj v počtu 3 000 mužů pod velením podmaršálka O’Reillyho, který se po východu z předmostí (jedinou) branou začal rozvinovat na pravém křídle. Po O’Reillym napochodoval na most předvoj plukovníka Frimonta (tj. předvoj centrálního útoku, O’Reilly byl předvoj celé armády a pouze kryl pravé křídlo), za ním divize podmaršálka Kaima a pak divize podmaršálka Hadika – tyto dvě divize byly určeny k hlavnímu úderu na Marengo. Jejich zadní voj představoval granátnická divize podmaršála Petera Morzina a jako poslední pontonový most překročilo jezdectvo podmaršálka Elsnitze, které mu bylo podřízeno po jeho zpackaném ústupu od Varu.

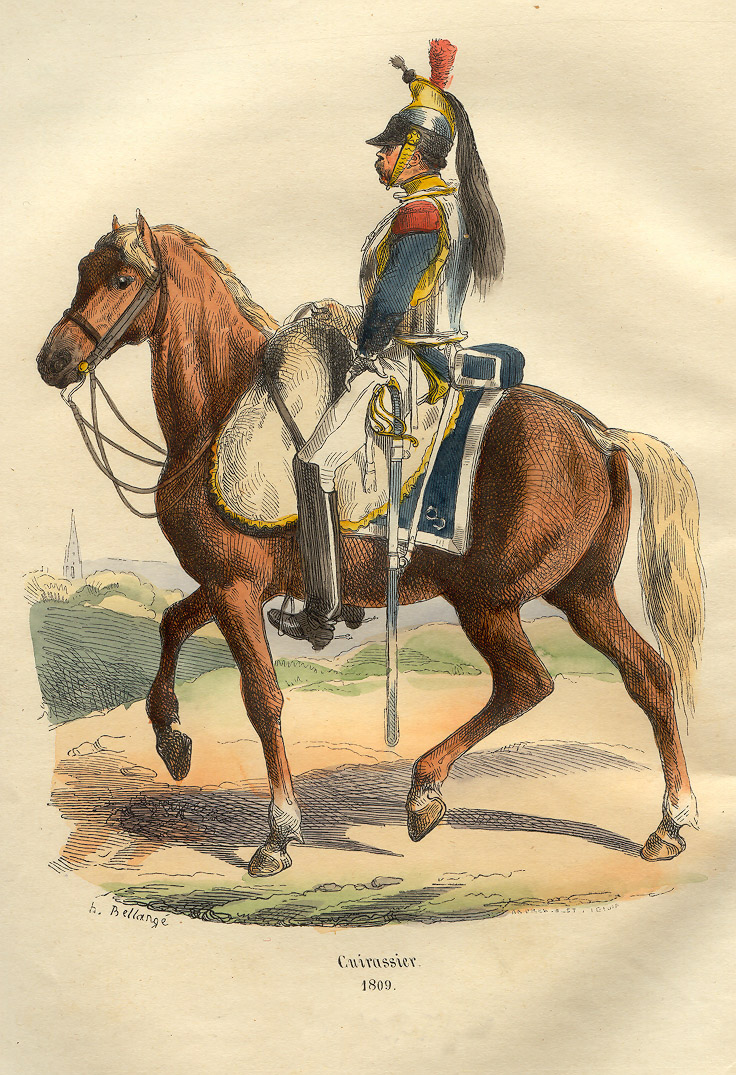
Napoleonský kyrysník, těžký jezdec

Po severnějším (člunovém) mostě přecházely jednotky podmaršálka Otta, v posloupnosti; předvoj generálmajora Gottesheima, pěší divize podmaršálků Schellenberga a Vogelsanga. Všechna vojska však musela projít onou jedinou branou v předmostí a to trvalo dost dlouho, tudíž byť začal nástup do pozic již v 7, všechny jednotky byly kompletně na místech až o půl deváté, což moment překvapení mohlo zcela negovat. Naštěstí Frimontův předvoj hlavní kolony na kompletní rozmístění sil nečekal a vyrazil vpřed. 832 pěšáků, 458 lehkých jezdců a 6 děl pochodovalo bez jakéhokoliv zvuku rovinatou plání před statkem Pederbona. Tento statek, který spíš připomínal opevněnou tvrz, byl hájen v tu chvíli přesilou, 3 000 muži z divize generála Gardanna, ovšem ti v podstatě ještě spali, a sám generál nenechal přes noc rozmístit krycí hlídky, a ani neměl děla připravená v pozicích, odkud by mohla pálit na případného nepřítele. Rakušané po 600 metrech tichého postupu narazili na první Francouze, které zahnali, ale když se přiblížili ke statku aby zkusili útok z chodu, navrátil již zburcovali francouzské prapory, které na Rakušany spustily masovou palbu. Plukovník Frimont se rozhodl že svůj oddíl podél silnice přeskupí a lépe rozvine, což mu zabralo půl hodiny. Během té doby stačil generál Gardanne napravit svoje noční omyly, a jeho jednotky stály připravené čelit náporu nepřítele.

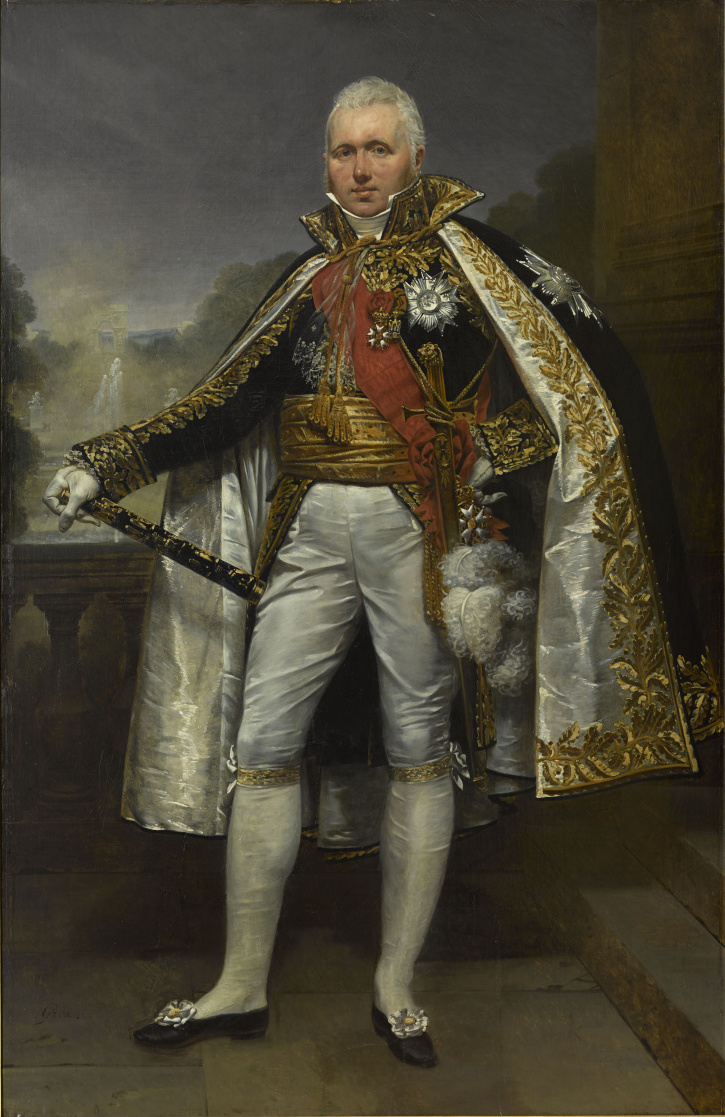
Generál Victor, v zobrazení jako maršál císařství

Podmaršálek O’Reilly, který v posledních dnech zářil (vedl velmi dobře vojáky u Piacenzy i Casteggia), si dne 14. června vybral slabší chvilku. Jeho neaktualizované rozkazy, které mu dávaly za úkol pouze krýt postup hlavní kolony a postupně projíždět pravé křídlo, byly tímto velitelem k rakouské škodě velmi striktně drženy. O’Reilly při útoku Frimontova předvoje pouze statek Pederbona minul, protože věděl, že co nevidět dorazí divize podmaršálka Hadika, a neviděl důvod k žádné iniciativní podpoře. To stejné udělal i s po ránu téměř neobsazeným Marengem, protože takové neměl rozkazy. Dobýval chabě bráněné usedlosti na svém křídle a k centrálnímu směru se během rána ani dopoledne nestočil, pouze občas nechal namířit několik děl na směr postupu hlavní kolony, jestli to ovšem mělo nějaký pomocný efekt, je značně diskutabilní.
Generál Victor, v tu chvíli de facto nejvýše postavený francouzský důstojník, dokázal situaci vyhodnotit velmi dobře, a začal podle toho jednat. Svoji druhou divizi, Chambarlhacovu, rozvinul od Marenga až po severní Castel Ceriolo, přičemž její levé křídlo navázalo z části brigádou generála Duvigneaua na Gardanneho obranu. Tu podpořil z Victorova rozkazu generál Champeaux se svým 8. dragounským plukem, a hned vyjel na levé křídlo Gardanneho divize ke statku, jelikož ta už se ocitala pod silným útokem. Victor mezitím narychlo sepsal vzkaz a vyslal svého pobočníka směrem k Napoleonovi, usídlenému 10 kilometrů v týlu. Zatímco generál Champeaux dorazil se svým plukem na levé křídlo úspěšně, brigáda generála Duvigneaua na pravém křídle Gardanneho obrany měla zpoždění, protože její velitel byl během noci zavalen koněm a z úst chrlil krev, tudíž velení musel převzít někdo jiný, zatímco se generál odebral do zázemí. Po bitvě dostal generál Duvigneau cejch zbabělce, o který bude připraven až po velkém naléhání generála Victora o dva měsíce později. V 9 hodin Frimontův předvoj započal nový útok na statek Pederbona. Gardanneho jednotky, které měly od Victora rozkaz držet statek dokud to půjde, se skutečně činily, ale po příjezdu do té doby skrytého rakouského dělostřelectva začali trochu kolísat. Krajina kolem statku byla totiž téměř rovná, bez překážek a nerovností, a rakouští dělostřelci jednoduše stříleli do země před francouzské vojáky, odkud se koule "žabkami" odrážely přímo do řád Gardanneho divize. Francouzští vojáci tak byli v obranných pozicích koseni jeden po druhém. Posléze však dokázali podniknout protiútok, který Rakušané děly nabitými kartáčem jednoduše odrazili. V onu chvíli měli Francouzi pořád početní převahu – k Frimontovi už se ale blížila Hadikova divize, a na Gardanneho úseku začínalo být pěkně horko.

### Druhý útok na statek Pederbona
Zatímco rakouské síly pod velením Melase postupovaly ke klíčovému statku, obdržel rakouský vrchní velitel zprávu od svého jezdeckého průzkumu, že se od jihozápadu blíží generál Suchet. Okamžitě na místo přesunul jezdeckou brigádu generálmajora Nimptsche, která ale už byla na východní straně řeky Bormidy. Kolem 2300 jezdců otočilo koně a cválali přes mosty zpátky, což způsobilo zmatek a zdržení v severní koloně podmaršálka Otta, která zrovna přes mosty pochodovala. Toto zdržení bylo úplně neopodstatněné, protože jezdecká brigáda na jihozápadě žádné nepřátele neodhalila (až na pár hlídek), a začala se vracet zpátky. 2300 jezdců bylo ovšem velké číslo, a tito muži byli rakouskou stranou během první části bitvy značně postrádáni.

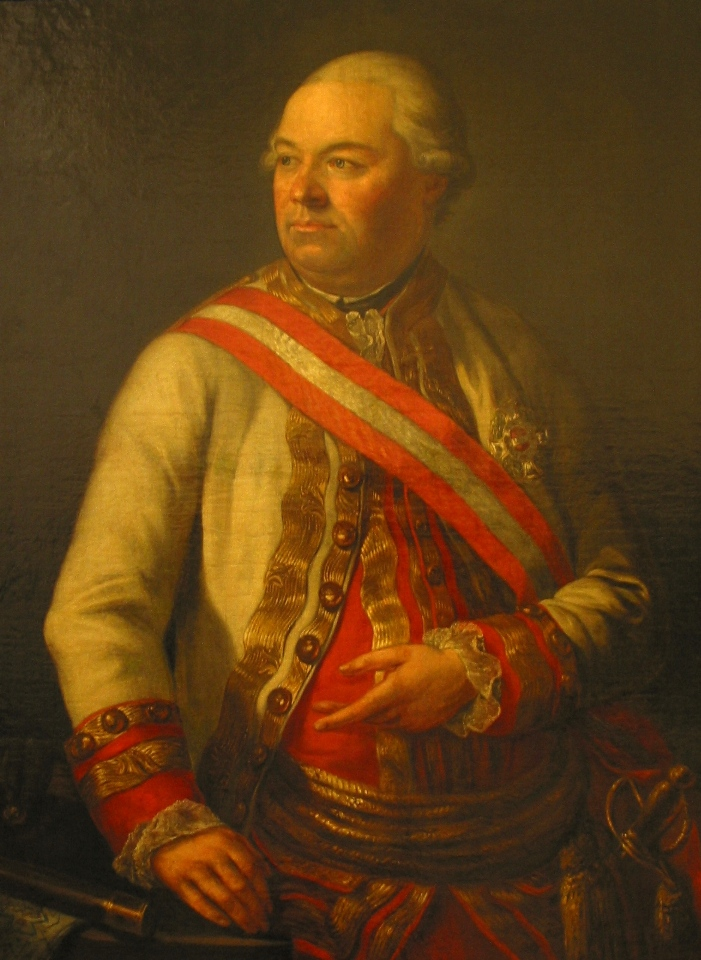
Podmaršálek Hadik, který byl smrtelně postřelen při útoku na Marengo

V tu chvíli dorazil k předvoji generála Frimonta podmaršálek Hadik s celou svoji divizi, čímž Rakušané najednou s šesti tisíci muži převýšil obránce statku dva ku jedné. Zahájili dělostřeleckou palbu (v dělech měli Rakušané velkou převahu) a vrhli se do mírného kopce ke statku. Jednotky generála Gardanneho vzdorovaly dlouho a dobře, ale kolem desáté hodiny dopoledne začaly postupně statek vyklízet, přičemž generál převáděl přes potok Fontanone, který ležel za statkem, polovinu mužů, které měl ráno, tudíž 1500. Mezi jeho muži se navíc začali množit dezertéři a simulanti předstírající zranění. To co zbylo zaujalo za potokem Fontanone novou obrannou linii, už značně oslabenou. Rakušané Hadika a Frimonta přešli přes potok s puškami nad hlavou a vrhli se na demoralizované Francouze. Smetli jejich obrannou linii, zabrali předmostí, a přes malý dřevěný most, jenž nad potokem stál, začaly pochodovat další rakouské síly. Mezitím už ale generál Victor zorganizoval znovu obranu. Před vesnici Marengo vysunul na pravé křídlo generála Oliviera Rivauda, kterého k sobě povolal ze severní sféry bojiště, s částí 43. půlbrigády, na levém křídle stál Gardanne se zbytky své 101. a 44. půlbrigády. V Marengu byla jako záloha 24. lehká půlbrigáda a 96. řadová půlbrigáda. V tomto složení obrana představovala téměř celou divizi generála Chamberlhaca, tak jak byla ráno titulována. Generál u ní však už nebyl – při ranní dělostřelecké palbě ho popadl děs a hrůza, přičemž lidově "vzal nohy na ramena", a na bojiště se už ten den neukázal. Victor promptně převzal generálovy povinnosti a jednotky se dál bily pod jeho velením.
Podmaršálek Hadik v době přeskupování Victorových sil dostal přímý rozkaz dobýt Marengo za každou cenu. Vrhl s jednotkami do útoku, ale brzo se dostal do křížové palby Rivaudových a Gardanneho mužů. Rakušané padali jeden po druhém zemi, až jedna kulka zasáhla i podmaršálka, který byl následně z bojiště odnesen (o několik dnů později na zranění skonal). I když velení okamžitě převzal generálmajor Bellegarde, útok už byl zastaven a Rakušané se vrátili zpátky do výchozí pozice na předmostí u potoka Fontanone (přičemž potok opět přešli na opačnou stranu), kde jim došla vítaná posila – celá čerstvá divize pod velením Conrada Kaima. Rakušané se tak o půl jedenácté začali chystat k opětovnému náporu na Marengo. Na centrálním směru byli koneckonců nejúspěšnější – severní kolona podmaršálka Otta pořád nedorazila na místo svého prvotního útoku, ke Castel Ceriolo, a neiniciativní O’Reilly pobíhal se svou jižní kolonou po statcích a usedlostech. Divize Kaima a nyní již smrtelně raněno Hadika se rozvinuly do generálního útoku. Zápas o Marengo započal.

### Boj o Marengo a Ottův obchvat

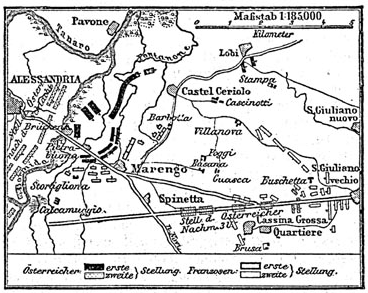
Rozestavení sil v dopolední fázi bitvy, se zvýrazněním postupu Ottových sil na severu bojiště

Podmaršálek Kaim se rozvinul se svými jednotkami na pravém křídle, jednotky generálmajora Bellegardeho (resp. Hadika) se postavily na levou stranu. Před rakouské řady vjela děla, která začala vymetat kartáči francouzské řady. Gardanneho pěšáci se před palbou dělových kuliček stáhli do bezpečné vzdálenosti, jakmile však Rakušané začali překračovat potok, opět se na ně vrhli. Císařští muži se trápili v bahnitém korytu a pod palbou francouzských pěšáků se jim nevedlo dvakrát nejlépe. Generálmajor Bellegarde a jeho jednotky na levé straně potoka mohly přejít přes most, tudíž měly útok ulehčen. Překročily potok a vyrazily na severní okraj Marenga, kde byl statek La Barbotta. Rakušané výhodný strategický bod na moment obsadili, ale poté byli vyhnáni překvapivým útokem jednotek generála Lannese. Ten dovedl od tábořiště za Marengem část divize generála Watrina, konkrétně 22. a 6. lehkou půlbrigádu, a sobě přímo podřízené jednotky Dommangetovy jezdecké brigády a Mainoniho pěší brigády. Aby si zajistil případný obchvatový prostor na severu u Castel Ceriola, vyslal do vesnice menší odřad z 6. lehké půlbrigády. Lannesovy smíšené síly každopádně Rakušany ze statku vyhnaly, a zaujaly obranu. Generál Lannes tak Victorovi oplatil záchranu ve střetu u Casteggia, a vytvořil jeho pravé křídlo, čímž se z divizí Gardanneho a uprchlého Chamberlhaca stalo křídlo levé, které odrazilo veškeré pokusy o útok pravého rakouského křídla podmaršálka Kaima. V jedenáct hodin Melasovy jednotky nápor zastavily a obě strany se ocitly v nikým nevyhlášené pauze. Vojáci obou stran sbírali raněné, obírali mrtvé, a nabírali síly k dalšímu boji.
Přesně s odbitím jedenácté hodiny se na bojiště vydával také sám první konzul, Napoleon Bonaparte. I když byl vzhůru již od pěti, zvuk bitvy nezaslechl, a pokud ano, sám si ho interpretoval jako boj s rakouským zadním vojem. O deváté hodině dostal první zprávu o útoku od generála Gardanneho, posléze potvrzenou jak generálem Victorem, tak Lannesem. Konzul něčemu takovém nemohl uvěřit, poslal dokonce svoji pravou ruku Berthiera, aby bojiště obhlédl s 360 muži konzulární gardy, a zprávy potvrdil. Berthierovi okamžitě po docválání k okraji bitevní zóny začalo být jasné, že jednotky císaře Františka II. zahájily generální bitvu s nepřipravenými francouzskými oddíly. Konzulární gardu si ponechal jako zálohu, a 12. husarský pluk, na který po cestě narazil, poslal na levé křídlo vstříc O’Reillymu, protože na tomto směru nestál téměř žádný francouzský voják. Dál už šly události ráz na ráz. Berthier potvrdil hlášení generála Gardanna. Jeho kurýr dorazil do hlavního stanu v Torre Garofoli téměř souběžně s Victorovým, a Napoleon dokonale prozřel. Vyslal několik poslíčků k Desaixovi, který byl se svou pětitisícovou divizí generála Boudeta jeho jedinou nadějí, vsedl na koně, a pádil do bitvy, spolu s celou svojí gardou (1160 mužů, 360 jezdců).

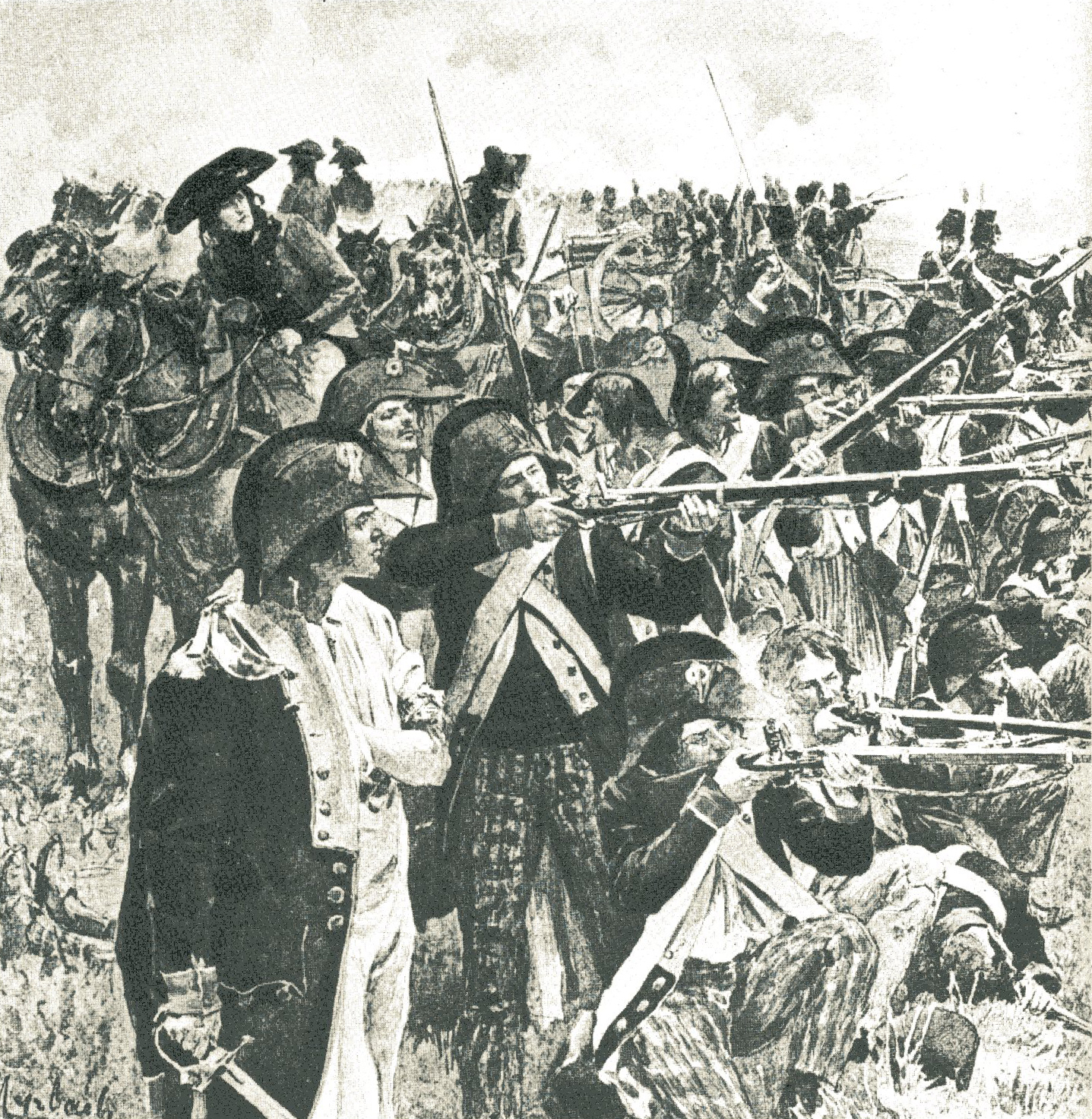
Vojáci republikánské Francie ve střelecké linii

Ottova kolona, která se dostala přes Bormidu jako poslední a byla navíc zpomalená průjezdem 2300 jezdců, kteří se vydali proti domnělým silám Sucheta na jihozápad, se před svým nástupním prostorem u Castel Ceriolo vynořila o půl jedenácté. Během dvou hodin vstoupila celá jeho skupina do Castel Ceriolo, které bylo bráněno jen těmi několika pěšáky, jež tam Lannes vyslal jako krytí svého pravého křídla. Ti se stáhli a podali Lannesovi zprávu, že v severním sektoru se vynořila celá jedna vojenská kolona. Podmaršálek Ott mezitím zjistil z průzkumu, že jádro francouzských sil není u Castel Ceriola, ale u Marenga, a rozhodl se provést úkol původně vyčleněný koloně Melasově, tedy obchvat. Projevil tak podstatně nápaditější myšlení než jeho kolega O’Reilly na jižním křídle, jehož jednotky pokračoval v bezcílném bloudění a krytí bez jakéhokoliv účelu. Smíšený předvoj generálmajora Gottesheima poslal Ott do útoku, který měl být vedený Lannesovi do týlu. Lannes to pochopil, a proti koloně vyčlenil část 22. půlbrigády, celou 28. půlbrigádu, a nakonec i 40, půlbrigádu, čímž se připravil o všechny zálohy a neměl již nic, co by mohl nasadit. Tyto jednotky odrážely pěšáky Gottesheima, ale s jezdci pluku Lobkowitz už tak "lehkou" práci neměly. Nakonec přešly do obranné formace karé, seskupené do čtverců. V žáru bitvy však spíš než čtverce karé připomínala kulatá seskupení, která toho moc nevydržela. Hroutící se obrana bylo o půl druhé zachráněna dragouny generála Champeauxe, kteří odrazili dragouny Lobkowitzovy. Fronta se stabilizovala, generálmajor Gottesheim zastavil a souběžně nařídil palbu z děl do francouzských karé, v nichž páchaly koule nedozírné škody. Stačilo počkat na posily a vyvinout druhý nápor, kterému nemohli Lannesovi unavení a přečíslení muži odolat.

### Porážka Victorových sil

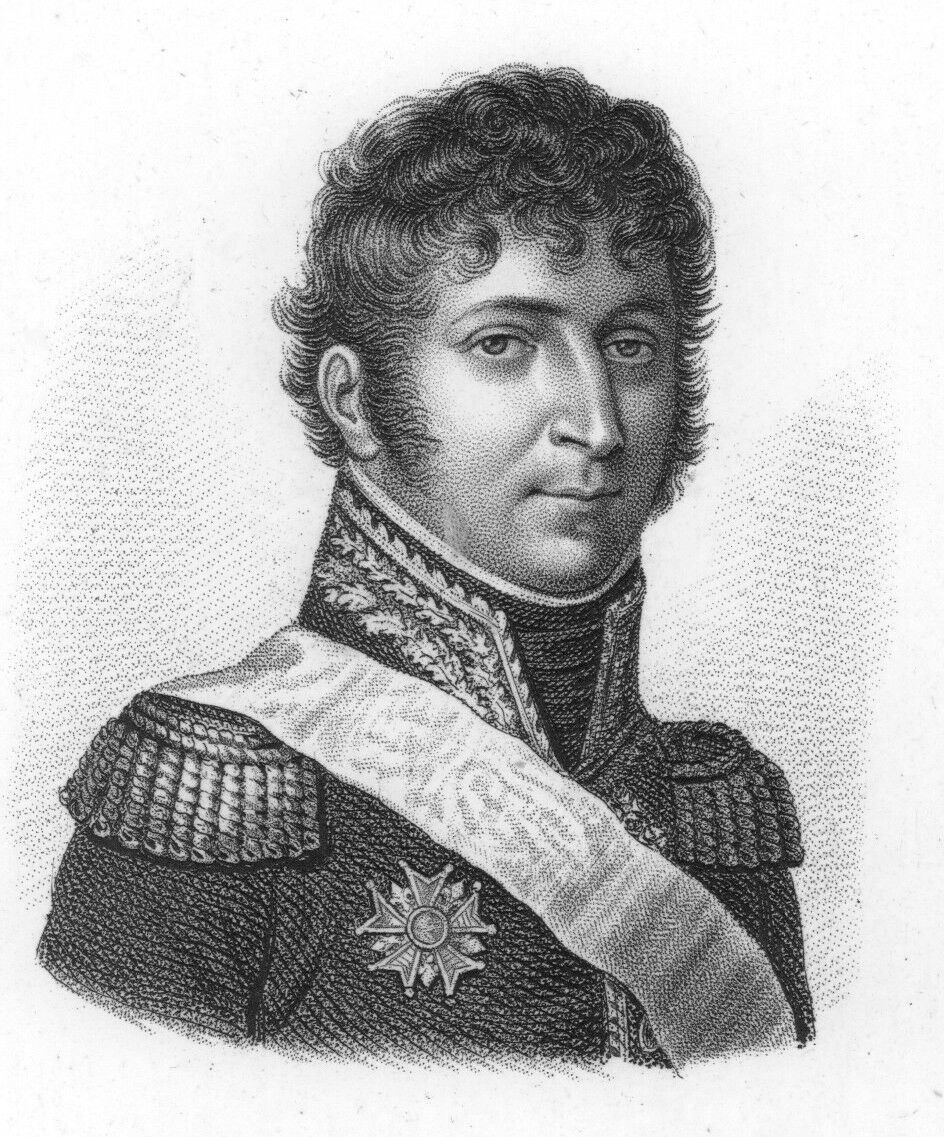
96. půlbrigáda generála Rivauda bránila Marengo spolu s Gardanneho pěšáky

Kolem půl jedné se opět ozvala střelba i na úseku generála Victora, na kterém dosud panoval dočasný klid. Potok Fontanone překonalo asi 750 rakouských dragounů generálmajora Pilattiho, rodilého Itala, kteří ale následně zabředli do bahna, a když se z něj vyhrabali, vrhl se na ně generál Kellermann, třicetiletý vynikající jezdecký důstojník. Ten se svými 600 jezdci z Champeauxovy jezdecké brigády Rakušany zkosil jako prudký vítr, ale následně byl protiútokem odražen zpět. Francouzský generál měl však schované eso v rukávu, a ve chvíli kdy ho rakouští jezdci pronásledovali, se na ně ze skrytu naráz vyřítilo těžké kyrysnické jezdectvo, které si Kellermann ponechal pro tento moment překvapení. Těžcí jezdci zválcovali rakouské dragouny, kteří se po drtivém úderu rozprchli a Pilattiho jednotka v mžiku přestala existovat – do konce bitvy už se tito dragouni nevzpamatovali. Tento rakouský pokus aspoň zaměstnal Kellermannovo jezdectvo, které nemohlo podpořit 300 pěšáků kryjících francouzské levé křídlo ve statku La Stortigliona. Ty donutil k ústupu O’Reilly se svým předvojem, ale jako pokaždé v onen den, opět neprovedl obrat směrem ke středu a místo toho pronásledoval těchto 300 mužů, kteří tak zaměstnávali jeho desetinásobně silnější uskupení.
Císařské jednotky na centrálním směru mezitím povzbuzoval generál Melas do třetího útoku na Marengo. Pěšáci čekali na to, až pontonýři rakouské armády pod velením majora Krapfa dodělají mostky přes potok Fontanone, který se ukázal i přes svou malou šířku zapeklitou překážkou. Krapfův nadřízený, major hrabě Hardegg, však nakonec ztratil veškerou trpělivost a nařídil svým mužům, ať místo stavění mostů vlezou do potoka a vytvoří živý most. Muži rozkazu uposlechli, a vzápětí po nich začal přecházet 63. pěší pluk v síle 1111 mužů. Jediný vzdor kterému museli vojáci v bílém čelit byli francouzští ostrostřelci, kteří se po rozvinutí prvních větších sil stáhli k Marengu. Úder pěšáků podmaršálka Kaima, pod něhož 63. pěší pluk spadal, mířil na stejné místo, jako druhý útok – do spojnice mezi pravým francouzským křídlem Oliviera Rivauda a od něj napravo stojícím chabým severním uskupením generála Lannese. Útok tentokrát podporovala mohutná dělostřelecká kanonáda, a francouzské linie se začaly hroutit. V tu chvíli zaútočilo pět rakouských granátnických praporů na už tak oslabený střed Rivaudovy 43. a Gardanneho 96. půlbrigády, který začal pukat. Na nejjižněji se bránící část jednotek Gardanneho se vyvalili pěšáci generálmajora Bellegardeho.

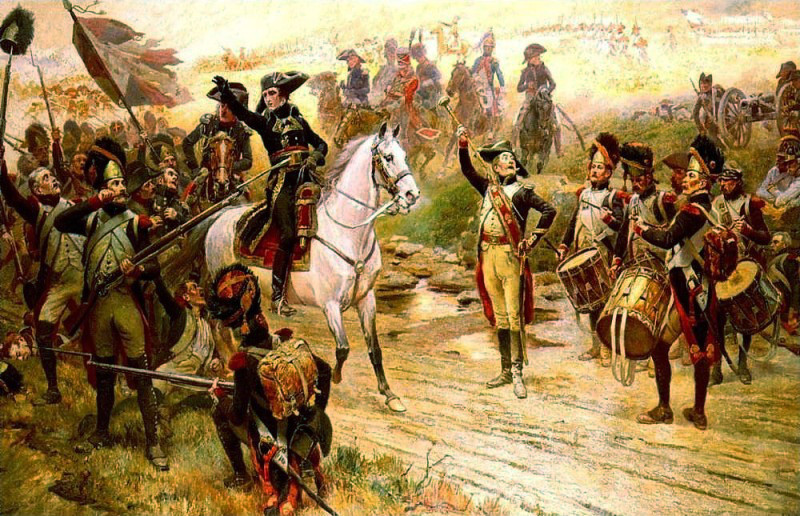
Bonaparte u Marenga

Granátnici generálmajora Lattermana zle tísnili Rivaudovy pěšáky, a podařilo se jim vedrat až do Marenga, ze kterého je však sveřepý odpor mužů 43. půlbrigády vyhnal. Tato situace se opakovala ještě třikrát, než rozzuřený Rivaud sebral všechny své síly a vrhl se na granátníky ve zběsilém amoku. Zahnal je zpátky k potoku Fontanone, jenže ten už byl překlenut mosty a mostky a čerstvé síly ho opět odrazily. Lannes přesunul jednotky, které jistily jeho vojáky v první řadě na svoje levé křídlo, aby Rivaudovi vypomohl, a zastavil tak nápor 63. pěšího pluku. Byť byly Lannesovi muži minimálně v tomto úkolu úspěšní, zhroucení středu jeho chabé síly zabránit nemohly. Rivaudovi muži byli po drtivých útocích a protiútocích v koncích se silami, Gardanneho vojáci, kteří byli pod palbou už od osmé ranní toho měli také dost, a Rakušanům proudilo čím dál víc čerstvých jednotek přes potok. O půl druhé se srdnatý odpor francouzských mužů sesypal jak domeček z karet. Většině z nich došly náboje, zálohy a posily nebyly, a někteří muži v bezvýchodné situaci jednoduše dezertovali. Do Marenga se valili Lattermanovi granátnici, Bellegardovi muži, ze severu Frimontův předvoj a za ním muži generálmajora Gottesheima. Po hlavní cestě pomalu ustupovalo, běželo, či přímo pádilo čím dál víc vojáků v modrém. V tu chvíli to vypadalo na záblesk iniciativy u podmaršálka O’Reillyho, který poslal část svých sil konečně k obchvatu, ale nakonec svoje vojáky u bezvýznamného statku La Bolla odvolal zpátky, takže k ničemu zase nedošlo. Kolem čtvrt na tři se na francouzský střed vyřítilo 1900 rakouských jezdců, lehkých dragounů. Generál Kellermann opět předvedl jezdecké i velitelské mistrovství, a rakouské jezdce na dvakrát odrazil, opět až dozadu k potoku. Ani to však už nestačilo. Francouzská pěchota opouštěla Marengo a mířila směrem na San Giuliano. Ostrostřelci, kteří zůstali v předních liniích a stáhnou se nestihli, měli smůlu. Rivaudův 43. pluk, Gardanneho 96. pluk a Champeauxova jezdecká brigáda opustili pozice. Generál Lannes zůstal se svými muži osamocen v obraně, a ústup hlavních sil pro něj znamenal signál ke stejnému kroku, jinak mu hrozilo totální zničení. Rakouské řady postupovaly nezlomně vpřed a začal je přepadat pocit vítězství – Napoleonova dosud neporazitelná vojska před nimi ustupovala!

### Rakouské vítězství
Rakušané prošli Marengem a za ním se rozvinuli do střeleckých řetězů s podporou dragounů. Během těchto přesunů bylo na statku v centrální části bojiště zajato 400 Francouzů z 43. půlbrigády, když se ocitli v úplném obklíčení. Generál Lannes se svými zbytky jednotky držel pořád pozici mezi Marengem a San Ceriolem, kterou zjevně nehodlal opustit. Generálmajor Gottesheim byl z oné situace frustrován, jelikož proti tak slabým jednotkám už měl dávno prorazit. Rozhodl se však vyčkat na posily a zahájit útok s maximální početní převahou. Poté, co mu dorazily pluky IR 57, 40, 51 a 28 pod velením podmaršálka Schellenberga, vyslal je přímo čelně na Lannesovy vojáky, kteří byli mezitím postřelováni 19 děly a z boku napadeni Lobkowitzovými dragouny. Lannesovi došlo, že takový nápor jeho uskupení, unavené osmihodinovým bojem, nemůže zastavit, a vydal povel k ústupu. Severní a centrální část francouzských sil byla na ústupu – na jihu podmaršálek O’Reilly rozdrtil na dalším statku (Cascina Bianca) muže francouzské 44. půlbrigády a odrazil tamější 11. husarský pluk svými jezdci, ale pak místo toho, aby jako už poněkolikáté během dne stočil svoje jednotky ke středu bojiště, odvrátil své muže od centra dění a zamířil na jih, vstříc postupu generála Sucheta, jak mu dával za úkol operační plán ze včerejšího dne. V tu chvíli byl takový tah na šachovnici bojiště naprosto zbytečný, ale na rakouské straně rozkaz nikdo nezměnil, a O’Reilly se tak de facto začal se svou jižní kolonou od bojiště vzdalovat.

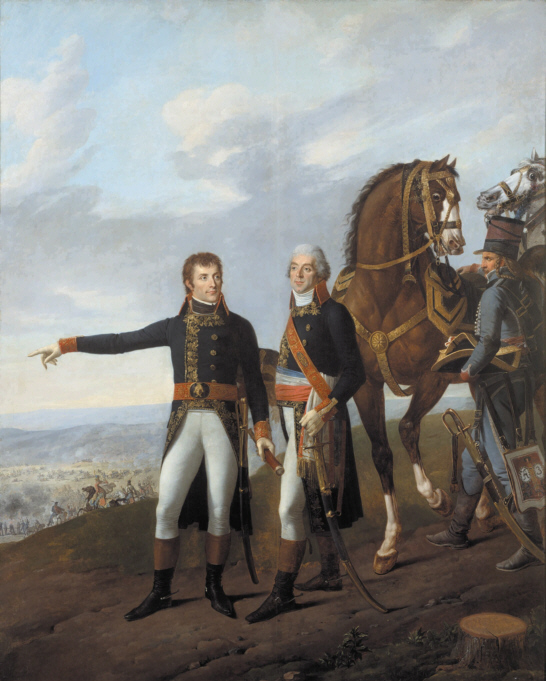
Bonaparte na obraze s nominálním velitelem Záložní armády, Alexandrem Berthierem

Ve tři hodiny odpoledne dorazil na bojiště první konzul. S ním pochodovalo 3 000 mužů z divize generála Monniera, 360 jezdců konzulární gardy, a 800 pěších granátníků téže jednotky. Bonaparte tyto síly nasadil na severozápadním směru, u Lannese. Měl v plánu provést s Monnierovými jednotkami protiútok, a dobýt znovu San Ceriolo, což se vzhledem k vývoji bitvy dalo považovat za bláhové snění. U sebe si Napoleon ponechal 800 gardových granátníků a jeden batalion 72. půlbrigády. Vůdce Francouzů musel vidět rozklad jednotek, existují záznamy dokazující, že už po cestě na bojiště byl míjen vojáky, kteří ho apaticky ignorovali, přičemž garda samotná sbírala odhozené zbraně, nástroje, či náboje. I přesto ho však ofenzivní duch neopouštěl. Monnierovi se překvapivě povedlo dobýt 70. půlbrigádou pod velením generála Carra Saint-Cyra vytyčenou lokalitu, přičemž vojáci zabrali usedlosti v San Ceriolu, kryti z polem druhou částí Monnierových sil, 72. půlbrigádou. Tito muži začali střílet po rakouských pěších kolonách Vogelsanga a Schellenberga. V rakouských řadách vyvolal útok z týlu chvilkový zmatek, posléze však podmaršálek Schellenberg poslal na San Ceriolo 2 000 mužů ze svého druhého sledu, a generál Saint-Cyr vesnici vyklidil.
Monnier se tak dal na ústup také a mimoděk tak kryl Lannese, který se svým stahováním dostal do cesty rakouské centrální koloně, která se už rovnala za Marengem, ve složení dvou divizí – nalevo divize Bellegardeho, napravo Kaimova. Lannes skryl své vojáky ve vinicích podél cesty, a muže jeho 28. a 40. půlbrigády přijel podpořit generál Bessières s gardovým jezdectvem, ovšem přímo na místě odmítl Lannesův rozkaz k protiútoku (terén se mu zdál pro útok koní nevhodný), načež odklusal trochu zpět, aby svou přítomnosti na Rakušany aspoň vytvářel dojem a kazil jim tak chuť k jezdeckému útoku. Napoleon pro Lannese už žádné jiné posily neměl, svých 800 gardových granátníků vyslal krýt prostorem mezi temperamentním generálem a severně postaveným Monnierem (mezi nimiž se rozevřel 2 kilometry široký prázdný prostor). Gardisté se vydali se čtyřmi děly vstříc koloně podmaršálka Otta, který rozkázal podmaršálku Schellenbergovi, ať muže s přesilou pluků IR 51 a IR 28 porazí. Útok pěšáků císaře Františka II. byl podporován z levého boku jezdectvem pluku Lobkowitz a z pravého jezdeckým plukem generála Frimonta. 800 mužů čelilo přesile statečně, nakonec jim na pomoc přispěchal Joachim Murat, Napoleonův švagr, který s jezdectvem převzatým od raněné generála Champeuxe zahnal Lobkowitzovy dragouny. Sám však vjel do palby pěšáků Schellenbergova útvaru, kteří jeho jezdce postříleli, tudíž se stáhl taktéž. Frimontovo jezdectvo z pravého křídla mezitím prapory gardy objelo, a vpadlo jim do zad. Garda byla rozšavlována jezdci přímo na místě, a ti co přežili, se následně vzdali pěšákům 51. pluku. Z konzulovy elity přežilo 100 mužů, kteří později vstoupili do hrdinských historek a zpráv z bojiště, jelikož se v malém hloučku stahovali před ohromující přesilou. Obzvláště byl vynášen příběh pěšího granátníka Brabanta, který údajně sám hodinu střílel z děla do řad postupujících Rakušanů. Přes zkreslené a propagandou podbarvené zprávy však vysvítá skutečnost, že garda byla rozdrcena, a tím padl poslední odpor francouzských jednotek. V posloupnosti Victor, Lannes, Monnier a Murat (jezdectvo), ustupovala Záložní armáda z bojiště. Ústup nebyl útěkem, obzvláště Lannesovy jednotky tvořící technicky zadní voj se dokázaly bránit a udržet si vysokou morálku, jako celek však bylo vojsko poraženo. Napoleon o půl páté odpolední odjel z dostřelu rakouských děl, protože již nemělo smysl sledovat jasný výsledek bitvy.

### Ústup Záložní armády
Na rakouské straně vojáci provolávali "Vivat!", pokřik značící vítězství. Generál jezdectva Melas už kolem třetí hodiny předal velení podmaršálku Kaimovi, s jasným úkolem pronásledovat Francouze po San Giuliano, kde se měl zastavit – po cestě bylo jeho úkolem pobít a zajmout co nejvíc francouzských vojáků, aby řeku Scrivii překročil co nejmenší počet. Sám generál odjel do zázemí v Alessandrii, kde začal sepisovat hlášení do Vídně o vítězné bitvě. Na rakouské vojáky odjezd postaršího generála neudělal dobrý dojem, byť byl vzhledem k jeho věku i vývoji bitvy zcela logický. Vojáci začali na bojišti hledat zdroje vody, jídla, formace se rozpadaly a důstojníkům dávalo dost práce je seskupit zpátky dohromady, zatímco podmaršálek Kaim se sžíval s velením celého uskupení. Rakouský záměr – pobíjení Francouzů jezdectvem, bombardováním děly a dorážením následně postupující pěchotou byl na papíře hezký, ale provedení pokulhávalo. Z rakouského jezdectva se činilo hlavně šest eskadron dragounů z brigády generála Nobiliho, zbytek jezdectva byl však spíše demoralizován a taková Pillatiho brigáda, poražená Kellermannem ml. na začátku bitvy, byla naprosto nepoužitelná. Hlavní role pronásledování tak připadla pěchotě, která se poněkud přeuspořádala. Do čela kolony v prostředním směru se dostal pluk IR 11, pod velením hraběte Saint Juliena, který do té doby tvořil zálohu, a byl tedy ještě čerstvý. Za ním postupovali granátníci generála Lattermanna, Bellegardeho divize, čerstvá brigáda generálmajora Kneseviche a brigáda generála La Marseilla, to celé ukončené Weidenfeldovými granátníky. Na jih (napravo od centrálního směru) postupovalo 1600 mužů pluku IR 47 generálmajora de Brieyho s podporou jezdectva, kteří navazovali dotek s pravým křídlem O’Reillyho a silami plukovníka Frimonta – předvojem, který nyní tvořil spojnici mezi jádrem a O’Reillym. Na levé straně stále postupovalo celé seskupení podmaršálka Otta. To vše mířilo k San Giulianu.

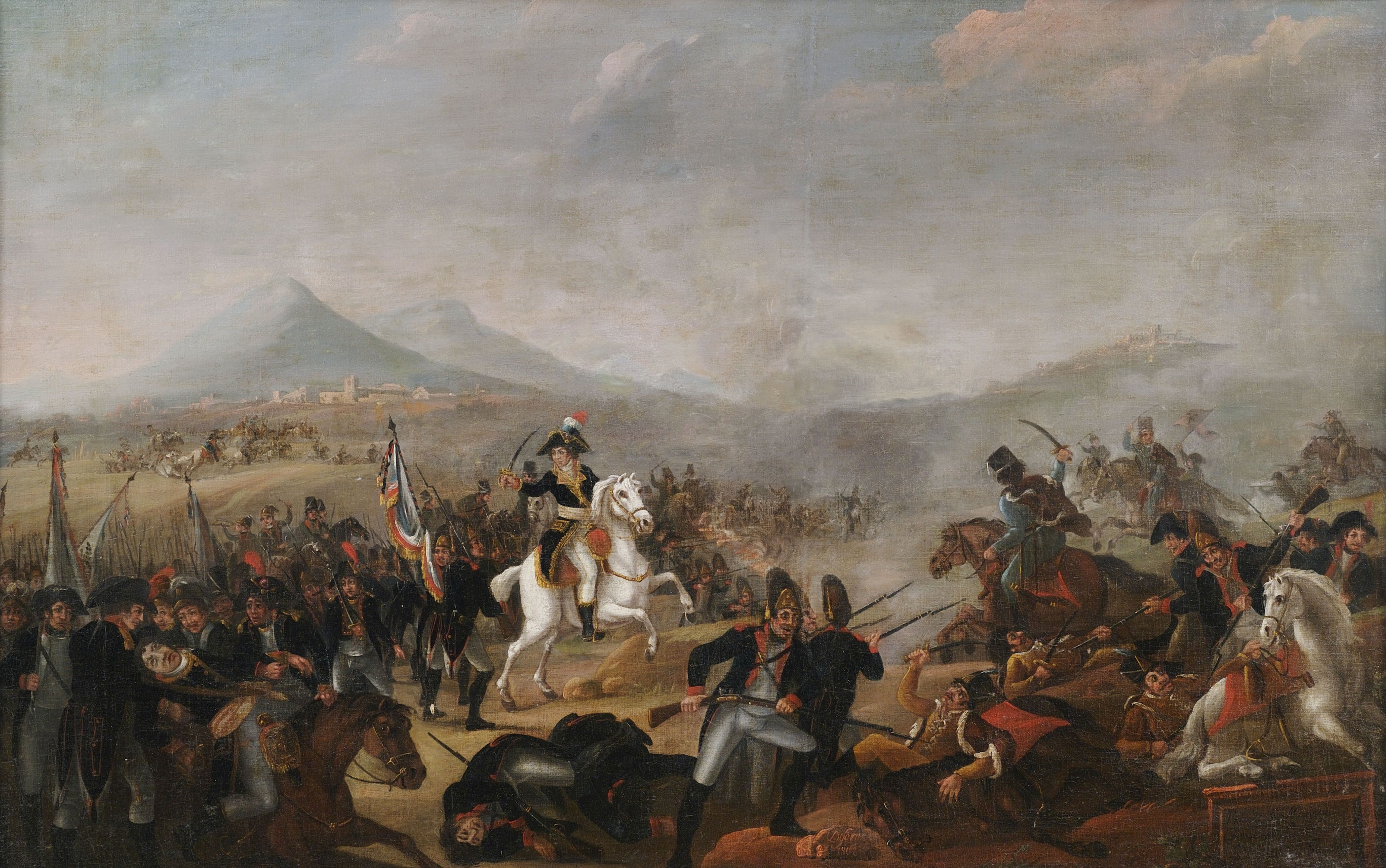
Výjev z obrazu romantizujícího Napoleonovu účast v bitvě

Rakušanům uškodilo především to, že doslovně plnili rozkazy. Ze strany Otta ani Kaima nedošlo k žádnému akčnějšímu útoku, nekonaly se žádné obchvaty, dorážení na zadní voj, útoky jezdectvem. Prozpěvující Rakušané jednoduše pochodovali za spořádaně se stahujícími Francouzi. K předvoji se v tu dobu připojil generálmajor Zach, autor rakouského plánu, který si zjevně chtěl vychutnat v čelních řadách opojnou chuť vítězství, jež nadešlo v den jeho narozenin. Konzulova armáda se prakticky celá začala blížit k San Giulianu, kromě Monnierovy brigády, ze které se k městu blížila jen půlka – druhá polovina byla odtržena a ustupovala na sever, kam ji nikdo nepronásledoval. V tu dobu se Napoleon ocitl ve stavu vlastní apatie, kterou znovu spatřilo světlo světa až o 15 let později u Waterloo. Mnoha vojáky byl viděn sedět u cesty s hlavou v dlaních a se skleslým výrazem. Sen o proměněné Francii pod jeho vládou se totiž porážkou u Marenga hroutil přímo před očima. Jenom Jean Lannes a jeho zadní voj zneklidňovali Rakušany a občas se jim podařilo jejich postup zabrzdit, ale ani tato epizoda už nemohla na osudu bitvy nic změnit. Saint Julienův pluk IR 11 vystoupal kolem půl páté na poslední terénní zlom před San Giulianem, a chystal se vypravit směrem k vesnici. Jižněji od ní se však již rozvinovaly nové francouzské síly, které tam nikdo nečekal. Generál Desaix dorazil na bojiště s 5 000 muži Boudetovy divize.

### Desaix a Kellermann – vítězný faktor
Generál Desaix se s Boudetovou divizí během bojů u Marenga nacházel 10 kilometrů jihovýchodně. Postupoval směrem na vesnici Novi, a zastavil ve chvíli, kdy pochopil, že na jeho směru žádné rakouské síly nejsou. Panují pochybnosti zdali Desaix slyšel zvuk děl od Marenga či ne, a na základě něho plánoval své kroky, jistotou však je, že mezi půl jednou a jednou obdržel zoufalé Napoleonovy depeše urgující příchod jeho divize na bojiště. Desaix udělal čelem vzad a začal se pochodovou rychlostí přesouvat k bojišti. K San Giulianu dorazil kolem půl páté, tedy ve chvíli, kdy se k němu stahovala celá Záložní armáda ponořená do poraženecké nálady. Napoleon, která se probral v průběhu ústupu z letargie, už vojáky ve vesnici burcoval a vytvářel aspoň obrannou linii – Monnier napravo, Lannes na středu a Victor nalevo. Jeho cílem bylo jednoduše ustoupit a zamezit nadměrné panice. Desaix, který začal rozvíjet jednotky a s první konzulem se potkal o páté hodině, byl údajně rozhodný v otázce nutnosti útoku a zastavení stahování. Není jasné, nakolik byl záměr provést Boudetovou divizi regulérní útok Napoleonův nebo Desaixův, jisté však je že byl schválen a podporu mu mělo dělat jezdectvo nejschopnějšího francouzského jezdeckého velitele, Kellermanna mladšího.

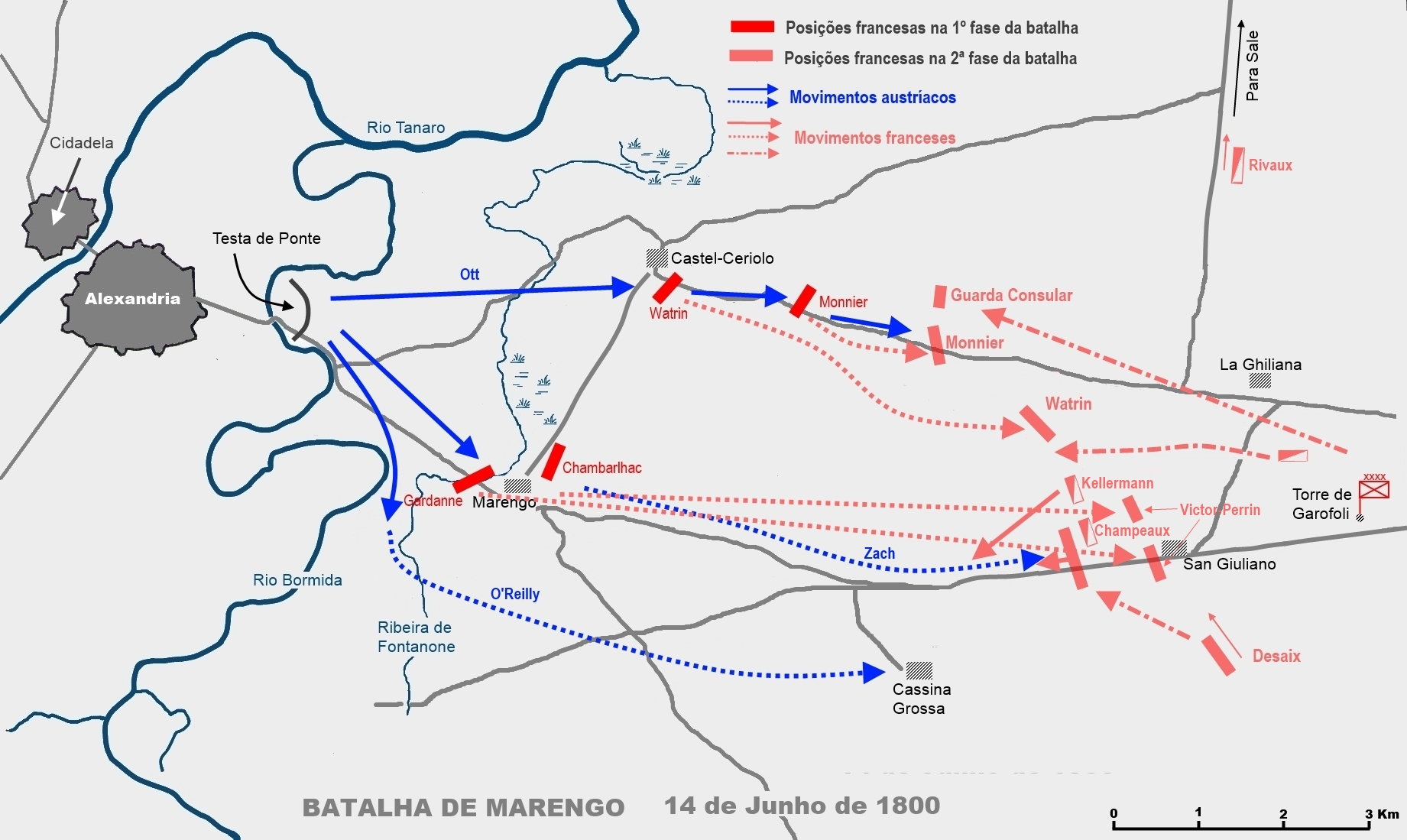
Nákres situace kolem půl páté i s předchozími postupy obou vojsk

Boudetova divize, rozdělená do dvou brigád, Guénandovy a Musnierovy, se sešikovala do prvního sledu na úrovni silnice kolem půl šesté. Příchod této jednotky notně pozvedl povadlou francouzskou morálku, takže se začali seskupovat i do té doby rezignující vojáci. Generál Marmont sehnal všechna děla co byla nazbyt, a vytvořil z nich po pravé straně silnice dělostřeleckou baterii, kterou se chystal postřelovat Rakušany v silniční úžlabině. Do té vstoupily jednotky Saint Julienova předvoje, Lattermannovi granátníci a podpůrné jezdectvo, tvořené hlavně dragouny. Po pravé straně jim pochodovala brigáda generálmajora de Brieye, které stály v cestě trosky Gardanneho divize – 101. a 44. půlbrigáda. De Briey rozvinul svoje vojáky do útočné formace, ale vyčkával.
Na rakouský předvoj pluku IR 11 se mezitím snesla palba Marmontovy dělostřelecké baterie. Po dvacetiminutové kanonádě se vrhlo do útoku (kolem 18:00) prvních 2 000 mužů generála Boudeta, 5 praporů 30. a 59. půlbrigády, a celá 9. lehká půlbrigáda. Rakušané nebyli útokem zaskočeni, zformované řady Boudetovy divize už nějakou dobu viděli. Francouzský útok byl velikým riskem, jelikož probíhal bez podpory a jeho úspěch závisel v podstatě jen na odhodlání oněch 2 000 mužů a případném Kellermannově útoku. Vojáci v modrém spustili salvy na pluk IR 11 a Lattermannovy granátníky, kteří jim odpověděli stejnou minci. Do toho se pokusilo francouzskou sestavu rozvrátit jezdectvo, Boudetovi muži jej však odrazili. V této palbě padl sám generál Desaix, zasažen rakouskou kulkou do srdce. Francouzští důstojníci však jeho smrt toho dne zatajili, aby znovu neupadla morálka.
Francouzské vojáky v tu chvíli zachvátilo zuřivé odhodlání (nesouvisející s Desaixovou smrtí) a podařilo se jim doslova "rozebrat" řady pluku IR 11, kterými však prošli Lattermanovi granátníci a pokryli tak možný průlom. IR 11 se znovu zformoval a Rakušané vytvořili novou sestavu, s 11. plukem nalevo a granátníky napravo. Silný rakouský odpor byl na 30. a 59. půlbrigádu moc, stejně jako na 9. lehkou. Muži začali panikařit a opouštět pozice, avšak dělostřelecká baterie generála Marmonta pokračovala v palbě hlava nehlava, a i přes velmi přesnou střelbu je dost možné, že mnoho Francouzů bylo toho dne zabito kulemi děl vlastní armády. Marmont však následně přes kouř z děl nic neviděl, a rozhodl se svoje kanóny posunout vpřed. Jakmile začal s přesunem, vyvalili se z dýmu prchající muži 30. půlbrigády, jejichž ústup ohrožoval i zbylé složky Boudetovy divize. Marmontovi se podařilo připravit k palbě 3 děla z 18 celkových, a vypálit z nich čtyřikrát kartáčovou salvu na vojáky pluku IR 11. V ten moment se kolem děl prohnalo jezdectvo generála Kellermanna v útoku, který zvrátil průběh bitvy.

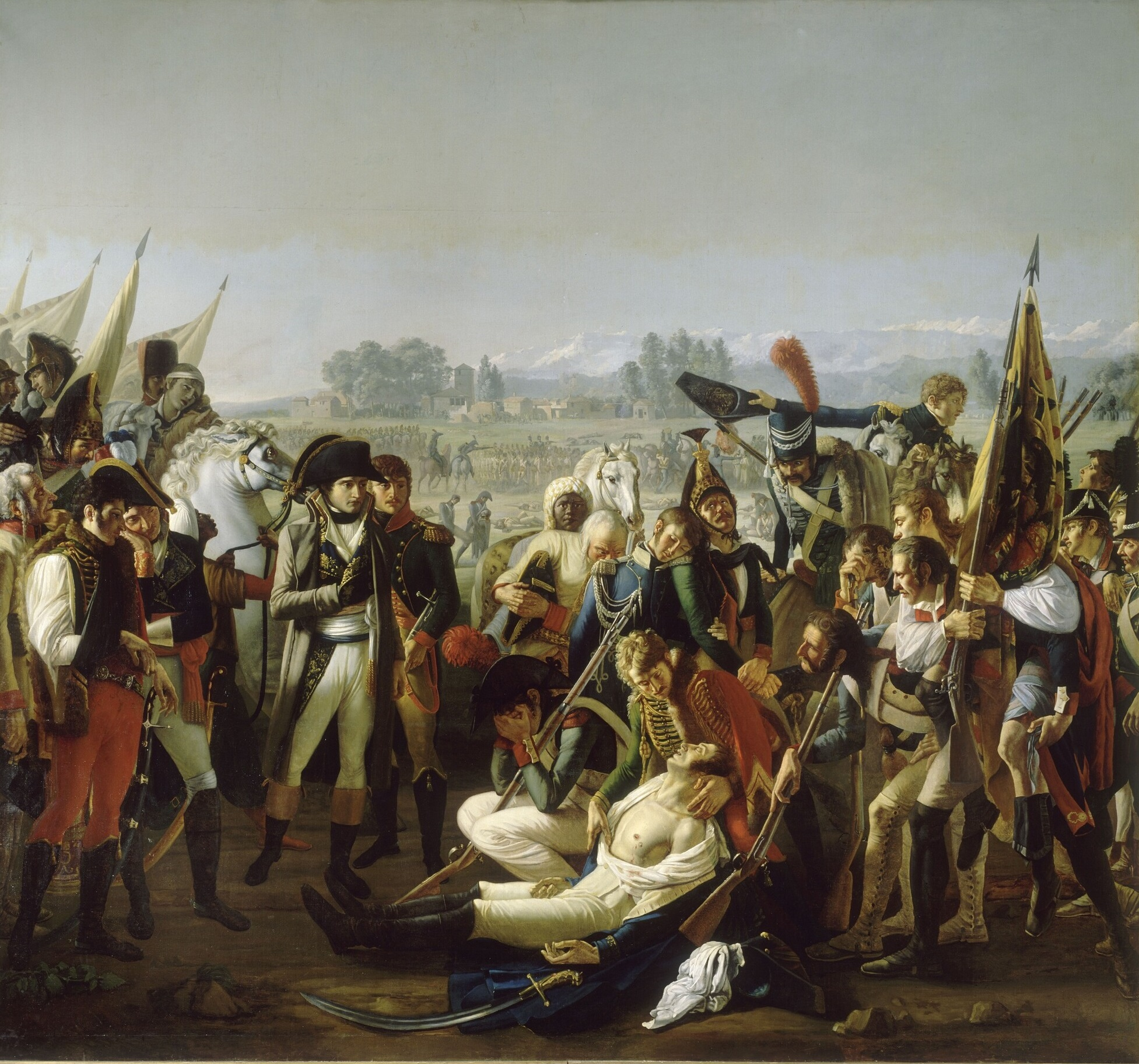
Napoleon nad umírajícím Desaixem, romantizované podání

Generál Kellermann měl dispozice k jezdeckému útoku už před náporem Boudetovy divize, a podařilo se mu k němu shromáždit 600 mužů (sám ve svých pamětech tvrdí, že 400), dragounů i kyrysníků. K úderu se dostal až ve chvíli, kdy se již Boudetova divize rozpadala a Marmont byl ve velkých nesnázích. Odhalil, že pluk IR 11 má nekrytý levý bok, rozjel se s muži do obratu, a do nekrytého boku pěšáků vpadl. V první vlně útočilo 150 jezdců, ve druhé 200. To co následovalo je historií považováno za jeden z nejzdařilejších jezdeckých útoků v dějinách. 150 mužů prvního sledu projelo plukem IR 11 jako nůž máslem. Pěšáci generálmajora Saint Juliena se obrátili v kompletní úprk, který velitel nedokázal zastavit. Do hroutící se linie vystřílel Marmont tolik kartáčů, kolik mohl, a zkáza byla dokonána. Ve zmatku byl zajat sám generálmajor Zach, který se tak vyjímal jako speciální zajatec v celkovém počtu 1 664 vojáků, kteří se po tomto útoku vzdali. Rakouští dragouni z pluku Lichtenstein, celkem 1 000 mužů krytých další tisícovkou demoralizovaných Pilattiho jezdců, vůbec nezasáhlo. Při pohledu na ústup se místo toho jezdci otočili a začali prchat také, ještě k tomu s děsivým řevem, jímž děsili muže v dalších řadách. Celý nečekaný vývoj událostí chtěli zarazit Lattermanovi granátníci, kteří téměř uspěli, dokud je nerozvrátili právě ustupující jezdci. Celá masa Rakušanů utíkala směrem na Marengo a po cestě zastavovala bojeschopné jednotky, které se tak nemohly dostat do akce a vytvořit aspoň krytí. Rakouské vítězství se ve zlomku několika minut změnilo v katastrofu, kterou provedlo pouhých 150 jezdců – Kellermann byl několik týdnů po bitvě povýšen na divizního generála.

### Tragédie Lombardské armády
Před prchajícími jezdci a pěšáky se postupně vynořil jejich vlastní druhý sled, divize podmaršálka Kaima, tvořená pluky IR 23, 52, 53 a 63. Do ní vpadli ustupující jezdci Nobiliho brigády, avšak divizi se podařilo zůstat v bojovém seskupení, a byla schopná čelit francouzským vojákům. Ti se na obě Kaimovy brigády, pravou Bellegardeho, levou Kneseviche a zálohu La Marseilla vrhli v okamžitém útoku, kterým prolomili první ze dvou sledů – byli však zastaveni 63. plukem, jenž přispěchal z druhé vlny na pomoc. Někteří doposud ustupující Rakušané (i z rozebraného pluku IR 11) se vraceli zpět a zaujímali novou linii obrany, opřenou hlavně o síly Kaimovy divize a o jižní jednotky De Brieyho, které zůstaly bojem netknuté a ustupovaly jen kvůli tomu, že jím útěk vojáků ze středu odkrýval křídlo.
O půl sedmé se tak mohlo zdát, že se Rakušané udrží v obranné pozici, podmaršálek Kaim se však rozhodl, že nebude podlomenou morálku svých mužů testovat, a nařídil celoarmádní ústup k Alessandrii, výchozímu bodu celé bitvy. V rakouských oddílech během tohoto ústupu nastal takový zmatek, jaký se už nikdy poté neopakoval. Potok Fontanone a řeka Bormida, dva vodní toky (v případě potoku je pojem vodní tok silně nadnesený) bránili znenadání zpanikařeným mužům v ustupování. Vojáci padali do vody, odhazovali děla, přecpané mosty praskaly a život mnohých koní vzal za svůj. Po utopených spolubojovnících procházeli přes potok jako přes živou lávku dosud žijící, a ústup se tak změnil z dodnes nepochopitelných důvodů v naprosto katastrofu Lombardské armády. Generál Melas, který se na bojiště vrátil kolem sedmé večerní, už mohl pouze velet uzavřít brány Alessandrie, čímž donutil muže k seskupení před městem a návratu k jejich tábořištím. Francouzská armáda Rakušany nikterak vehementně nepronásledovala, nikdo z velících důstojníků totiž nevěřil, že je rakouský ústup skutečný, dlouho byl považován za taktickou lest. Ve chvíli kdy Francouzům došlo, že se jim podařilo dosáhnout vítězství, prodírali se již Rakušané vinicemi mezi Marengem a Bormidou. Kromě jezdeckého střetu mezi jezdci z Frimontova předvoje a Francouzi generálů Murata a Kellermanna, jenž se odehrál ve čtvrt na osm a skončil francouzským vítězstvím, se již na centrálním úseku bitvy nic nestalo, a Francouzi svůj postup zastavili u potoka Fontanone, jelikož se báli postoupit k předmostí, které kryla rakouská artilerie.
Dvě rakouská křídla, Ottovo a O’Reillyho, v době rozhodujícího střetu promrhávala svou příležitost. Podmaršálek Ott se chtěl sice se svým severním křídlem vydat k San Giulianu, ale než se k tomu odhodlal, zvuk boje se začal přesouvat k Marengu a on se rozhodl přes San Ceriolo stáhnout zpět do výchozích pozic. Byl tížen obavami útoku jezdeckého uskupení generála Oliviera Rivauda, které se od začátku pohybovala na sever a mimo bojiště, avšak k večeru se vrátilo. Byť toto uskupení nemohlo Otta ani omylem přečíslit, svůj podíl v ústupu severní kolony sehrálo. Ottovy jednotky byly zastaveny právě u vesnice San Ceriolo, kterou mezitím opět dobyl nezlomný Carra Saint-Cyr se svou hrstkou z Monnierovy brigády. Podmaršálek, tlačený z jihovýchodu silami Lannese, Monniera a Chambarlhaca (který ale zběhl již na začátku bitvy, tudíž za něj rozkazy v tu dobu udílel generál Victor), rozkázal pluku IR 18 vesnici vyčistit, a sám odrážel francouzské pěší – jeho jezdectvo na čerstvé síly Rivauda nestačilo, ale pěchotě se vždy podařilo francouzské dragouny zahnat. Po vyčištění San Ceriola přes něj Ott se svými druhy ustoupil a kolem desáté se nikým neobtěžován dostal k táborům před Alessandrií, kde se potkal i s předvojem podmaršálka O’Reillyho, který měl i stejný ústup jako postup – nikým neobtěžován, v podstatě za nulových ztrát, se oddíl jinak schopného velitele dostal v průběhu večera přes jižní část bojiště zpět k východišti, přičemž kryl z části bok ustupujících sil na centrálním sektoru.
Bitva byla dobojována, obě strany se utábořily. Začal čas bilancování a následného plánování.

## Situace po bitvě
Střet samotný trval 14 hodin. Rakušané, kteří vedli velmi přesné statistiky, přiznali 963 mrtvých, 5 518 raněných a 2 921 zajatých. Mezi padlými byl podmaršálek Hadik, který zemřel 4 dny po bitvě, raněn byl také generálmajor Bellegarde, generál Lattermann, La Marseille, a Vogelsang s Gottesheimem. Historikové rakouské ztráty ve finálním součtu vyčíslují na 11 000–12 000 celkově ztracených mužů. Materiálně císařská armáda ztratila 10 praporů, 14 děl a hmoždířů, a 13 muničních kár. Francouzi byli zdecimováni neméně, ale přesné statistiky nevedli a mnoho údajů bylo zkresleno jako součást propagandy v bulletinech, takže je ze zpětného pohledu těžké přesně určit, jak vysoké francouzské ztráty byly. Jako nejnižší se uvádí číslo 7 700 mužů (zahrnující mrtvé, raněné, zajaté, nezvěstné), pravděpodobnější je však vyšší hranice. Jako ilustrace může sloužit to, že jen gardoví jízdní myslivci, kteří byli nasazeni až v samém závěru bitvy, ji zakončili s 45 muži schopnými služby, přičemž do pole jich vyjíždělo 115. Kromě nejznámější oběti, generála Desaixe, umřel i smrtelně raněný generál Champeaux, o 14 dní později v Miláně. Mezi raněnými byli generálové Bouder, Olivier Rivaud, Mainoni, či Guénand.
Rakouské velení zasedlo již v noci z 14. na 15. května k poradě, na které byly nastíněny 4 návrhy. Jeden počítal s plánem, který byl před bitvou strojen na Napoleona – ústup přes sever a město Pávii k rakouským liniím. Druhý počítal také s ústupem, ale do Janova, přičemž by se u Alessandrie zanechalo vše nepotřebné. Poté už zbývalo jen jednání o příměří nebo pokus o další generální bitvu v blízkých dnech. Generál jezdectva, Michael Melas, se nakonec rozhodl pro vyjednávání prostřednictvím svého parlamentáře, generála Ferdinanda Skala. Ten k ránu 15. června přešel z rakouského předmostí do francouzských předsunutých linií generála Gardanneho, ze kterých byl po delších francouzských obstrukcích puštěn k Napoleonovi.
První konzul v noci rovněž nezahálel, strávil ji v Torre Garofoli, statku, na kterém přespával před bitvou, tudíž opět 10 kilometrů v týlu. Zde vyslechl generálmajora Zacha, kterého držel jako zajatce, a zároveň před ním hrál roli mírotvůrce, který stojí pouze o mír v Pádské nížině – podmíněný evakuaci rakouských vojsk hluboko do týlu. Generálmajor Zach, který ani neznal zoufalou situaci Lombardské armády (ještě ráno 15. června bylo bojeschopných pouhých 10 000 mužů), považoval podmínky za přijatelné. Generál Skal, který přijel během 15. června, byl Napoleon uvítán už podstatně nevlídněji a povýšeněji. Podmínky diktované vrchním vládcem Francie (jehož armáda byla v podstatě stejném stavu jako rakouská) byly nekompromisní – rakouský ústup za linii řeky Mincio, která se měla stát demarkační linií, vyklizení všech pevností v oblasti Piemontu, včetně Janova, benevolenci vůči znovuobnovení Cisalpinské republiky, atd. Jako "páku" použil možnost svedení okamžité generální bitvy, po které by nechal vojáky řádit v táboře nepřátel bez milosti.
Generál Skal se vrátil do rakouského ležení, a v osm hodin večer ho následoval stále de facto hlavní velitel Záložní armády, generál Berthier se svou suitou, který přijel vyjednat konečné podmínky. Na rakouské straně se rozmohla rezignace a lhostejnost. Nový náčelník štábu, plukovník de Berth, si bez Zacha na nic netroufl, Melas viděl že armáda není bojeschopná, a většina vrchního důstojnictva (včetně budoucí rakouské velitelské "hvězdy", maršála Radeckého) se ani dohadů o příměří neúčastnila, protože se zavřela ve svých pokojích. Melas pod tlakem Berthiera a okolností přistoupil na všechny francouzské podmínky. Velitel Záložní armády pak dokument zvaný "Alessandrijská konvence" dovezl k Napoleonovi do Torre Garofoli, kde byl prvním konzulem ratifikován za přihlížení rakouského důstojníka, hraběte Adama Alberta Neipperga, kterému se podařilo vymoct propuštění generálmajora Zacha, s kterým se následně vrátil k rakouskému táboru.
Bylo dokonáno – do francouzských rukou padlo celé území Piemontu, Ligurie, Lombardie a Parmy (s městy jako Turin, Milán, Janov, Alessandrie nebo Savona). Všechny pevnosti až po linii řeky Mincio byly vyklizeny, Napoleon 18. června v Miláně obnovil loutkovou Cisalpinskou republiku. Rakouská armáda odpochodovala ve třech proudech k pevnosti Mantova. První konzul se vrátil 3. července do Paříže, která o vítězství věděla od 20. června, byť samozřejmě v propagandisticky přibarvené verzi. Kromě přímých účastníků bitvy jen málokdo věděl, jak blízko byl Napoleon porážce, a i účastnící bojů se ve svých memoárech nechávali ovlivnit Napoleonovým bulletinovým ztvárněním. Pamětní šavle, které byly po bitvě rozdávány, nesly hrdou větu "Bitva u Marenga, osobně řízená prvním konzulem", čímž samy o sobě popíraly pravdu, že se Napoleon na bojišti zjevil až kolem třetí odpoledne a po valnou část dopoledne ani nevěřil, že se poblíž něj odvíjí rozhodující střet jeho italského tažení. Tak jako tak budoucí císař Francouzů věděl, jak blízko k porážce byl, a také věděl jak moc mu ji opozice v Paříží přála. Po svém návratu se utvrdil v pozici nutné direktivní vlády jednoho muže, ke které od té doby začal napínat veškeré svoje úsilí.

## Konec války II. koalice
Po vítězství u Marenga boje v Itálii utichly. V Německu pod velením generála Moreaua boje pokračovaly až do 15. července, kdy bylo podepsáno příměří ve městě Parsdorf. Byť se generálu Moreauovi nepodařilo zvítězit drtivě v generální bitvě, ale v několika dílčích střetech, dokázal zatlačit svého protivníka, podmaršálka von Kray, od Rýnu až k Mnichovu. Po uzavření příměří stanuly francouzské jednotky na linii řeky Inn a na východních hranicích dnešního Švýcarska – linie končila v Itálii na řece Mincio, kde byla stvrzena Alessandrijskou dohodou. V průběhu příměří se snažil Napoleon uzavřít s rakouským císařem Františkem II. mír, jenž podmiňoval ponecháním dobytých italských území a uznáním Cisalpinské a Ligurské republiky. Zároveň si vymiňoval nezávislost Toskánska, kterou byl však ochoten Rakušanům "vyplatit". Císař rakouský byl svolný k jednání, ovšem byl pod tlakem Velké Británie, která jeho zemi podporovala ve válce finančně, a sama nemohla poslat velkou pozemní armádu na evropský kontinent, tudíž Habsburskou monarchii potřebovala.
I když bilaterální jednání probíhala, František II. nakonec usoudil, že příměří využije k přípravě na další konflikt. Provedl změny ve velení, Rýnskou (nyní Dunajskou) armádu dostal jeho osmnáctiletý bratr Jan, Italskou (stále Lombardskou), účastník bitvy u Marenga, generálmajor Bellegarde. U Francouzů převzal velení Italské armády generál Brune, generál Moreau zůstal v čele Rýnské. Poté, co jednání o trvalém míru zkrachovala, prodlužovaly obě strany příměří postupnými dodatky, dokud se necítily připravené. Na konci listopadu se vojenské mechanismy opět daly do pohybu a arcivévoda Jan se vypravil dne 23. listopadu 1800 se svými 124 000 muži vstříc 107 000 mužům Rýnské armády generála Moreaua.
Prvotní postup jeho armády byl úspěšný, protože donutil k ústupu překvapené postupující jednotky generálů Legranda a Neye – ani jeden nepočítal, že by se Rakušané odhodlali útočit. Série manévrů, při kterých nakonec převzal iniciativu Moreau, byť ponechával arcivévodu Jana v iluzi, že hlavní slovo má on, vyústila v zaujmutí defenzivní pozice francouzskou armádou u obce Hohenlinden. Na tu rakouská armáda 3. prosince 1800 brzy z rána zaútočila. Rakouské jednotky se probíjely ve čtyřech kolonách (Riesch, Kolowrat-Krakowský, Baillet, Kienmayer) skrz hustý les před Hohenlinden, a ztratily během postupu vzájemný přehled. Tak se stalo, že ofenzivní úder nebyl synchronizován a jednotlivé kolony se rozbíjely o francouzskou obranu (krom kolony generálmajora Riesche, který ve velení naprosto selhal a svou kolonu v podstatě zastavil, čímž otupil útok na jižním směru bitvy), kterou vedli generálové Legrand, Ney a Grouchy. Jediným úspěšným rakouským oddílem byla divize knížete Schwarzenberga, která zaznamenala v náporech významné úspěchy a její velitel si počínal vskutku obratně. Bitvu nakonec ovlivnila hlavně nečinnost generálmajora Riesche, skrz jehož jižní kolonu prošla část divize generála Decaena, která na bojiště chvátala už od předchozího dne. Tato část, tvořená 5 600 muži pod velením generála Richepanse, se prodrala do rakouského týlu a vpadla do zad koloně Kolowratově. Ta se pod nečekaným útokem zezadu zhroutila a úderem zepředu ji dorazili generálové Grouchy a Ney. Po pádu rakouského jižního křídla se začaly stahovat i úspěšnější severní kolony, a bitva skončila jasným francouzským vítězstvím.
Bitva u Hohenlinden byla rozhodujícím střetem německého tažení války II. koalice. Armáda arcivévody Jana se v naprostém chaosu odebrala do samotných rakouských zemí, následována Moreauovou armádou, která 15. prosince po menších bojích obsadila Salcburk. Rýnská armáda posléze postupovala do nitra Rakous, v čemž jí nikdo nebránil – demoralizovanou armádu Janovu převzal druhý císařův bratr Karel, kterému nezbylo než pokračovat v ústupu. Souběžně s těmito operacemi probíhaly boje kolem města Norimberk na území dnešního Německa, kde sváděli střety generál Augereau v čele Galo-batavské armády a podmaršálek Klenau v čele svého vojska. Tyto střety však válku nerozhodly a skončily Augereauovým taktickým i strategickým vítězstvím. Stejně dopadl i postup generála Moreaua, jenž se zastavil ve městě Steyer v dosahu desítek kilometrů od Vídně. Císař František II. uznal porážku, vyslal parlamentáře tlumočící touhu po dlouhodobém míru, a již 25. prosince bylo ve Steyeru podepsáno další příměří.
Ve stejný den, 25. prosince 1800, proběhla na italském válčišti bitva u Pozzola, poslední významný střet války II. koalice. Generál Dupont se zde tak trochu "omylem" svého nadřízeného generála Bruneho ocitl proti jádru Bellegardeho armády, avšak poté, co mu dorazily posily od generálů Sucheta a Davouta, byl schopen zvrátit bitvu ve svůj prospěch a Rakušané se poté odebrali i zde k ústupu. V této bitvě padl i podmaršálek Kaim, velitel centrálního směru a posléze celé armády u Marenga. Císařské šiky už po zbytek prosince a začátek ledna jen ustupovaly do Rakouska, pronásledované jak Bruneho jednotkami, tak tzv. Grisonskou armádou generála Macdonalda, která přešla během nejhorších možných podmínek alpský průsmyk Splügel, což byl ještě heroičtější čin, než přechod Záložní armády skrz Velkého svatého Bernarda. Úsilí francouzských vojsk nakonec však vyšlo vniveč, protože generál Loudon oklamal velitele jednoho sboru italské armády, generála Monceye, zprávou o příměří. Díky tomu se kolem něj a Macdonaldovy armády "protáhl" a dostal se k Bellegardeho jádru.
Stahování rakouských sil spojené s menšími potyčkami trvalo až do 16. ledna 1801, kdy bylo ratifikováno předběžné příměří, jež vstoupilo v platnost o dva dny později jako Treviské příměří. Jak tuto, tak Steyerskou dohodu nakonec zaštítil mír z Lunéville, který byl podepsán 9. února 1801. Tím skončila válka druhé koalice nadobro, přesvědčivým vítězstvím Francouzské republiky. Napoleonovi padla do rukou dnešní Belgie, dostal uznání Cisalpinské a Batavské republiky, hranice Francie byla definitivně ukotvena v Německu na řece Rýn, a v Itálii na řece Adiže. 26. března 1802 byl podepsán mír v Amiensu s Velkou Británií (trval pouze rok), a 4. srpna 1802 byl Napoleon jmenován doživotní hlavou Francouzské republiky – císařem se pak stal 2. prosince 1804.